# ويليام بوغيرو
ويليام أدولف بوغيرو (بالفرنسية: William-Adolphe Bouguereau)‏
```
(30 نوفمبر 1825- 19 أغسطس 1905)، ويُسمى أيضًا 
أدولف ويليام بوغيرو
 ويُكنى اختصارًا 
ويليام بوغيرو
 (
للمزيد
)، هو 
رسامٌ
 
واقعيٌّ
 
أكاديميٌّ
 
فرنسيٌّ
[
3
]
 كما أنه يعد أحد أبرز الشخصيات في تاريخ الفن.
[
4
]
 وُلد لتاجر 
النبيذ
 تيودور بوغيرو، وظهرت بواكير موهبته منذ طفولته، ما شجع والده على إلحاقه بالمدرسة المحلية للرسم والتصوير في 
بوردو
، ثم التحق 
بمدرسة الفنون الجميلة
 في 
باريس
 إحدى أشهر المدارس الفنية في عصره، والتي أصبح لاحقًا أحد معلميها، إلى جانب تدريسه 
بأكاديمية جوليان
. دعم بوغيرو 
الأسلوب الأكاديمي
 بحماسة ومثله بنموذجية في لوحاته وتدريسه، ما جعل انتشار بوغيرو من انتشار الفن الأكاديمي واختفاءه من اختفائه.
```

التزم بوغيرو الإتقان الكامل في بِنى لوحاته وتقنياتها والجودةَ العالية إلى جانب إظهاره تأثرًا شديدًا بالواقعية، وانتقى أسلوبه من الأساليب السائدة في النصف الثاني من القرن التاسع عشر، فصار مزيجًا بين الكلاسيكية الحديثة والرومانسية في نهج طبعاني مع لمسة من المثالية. تتناول معظم أعماله المواضيع الأسطورية والتمثيلية والتاريخية والدينية، متجسدةً في البورتريهات وصور العراة وصغار المزارعين.
نال بوغيرو خلال حياته شهرةً عالميةً وثروةً كبيرةً، وحصد العديد من الجوائز والأوسمة، أهمها جائزة روما ووسام جوقة الشرف، ولكن شرارته أخذت تخفت في أواخر مسيرته مع صعود الحداثة، حتى انطفأت تمامًا بعد وفاته في مطلع القرن العشرين؛ حيث اتُّهمت أعماله بالفراغ والاصطناع وبأنها تعد نموذجًا للفن الذي لا ينبغي أن يكون وهو ما قاد إلى إهمالها ونسيانها، ولكن هذه الأعمال جعلت تسترد اعتبارها في سبعينيات القرن العشرين، وهو يعد اليوم أحد كبار فناني القرن التاسع عشر. ومع ذلك لا تزال المقاومة كبيرة لأعماله، ولم يزل الجدل عليه مستمرًا.

## حياته

### جذوره
ظهر لقب "Bouguereau" في أوج العصور الوسطى، وقد افترض بعض المختصين في علم الأنساب أنه لقب مشتق من الكلمة الفرنسية "Bogue" وتعني «قشر الكستناء» نظرًا لتشابه نطقهما، ورغم ذلك يبقى الأمر مبنيًا على التخمين. لم تصل بحوث علماء الأنساب إلى جذور عائلة ويليام بوغيرو التي عاشت قبل بدايات القرن السادس عشر، وتحديدًا قبل السيد ماسي بوغيرو الذي عاش في لا روشيل، وتزوج من السيدة باستين بريو قرابة عام 1530، والذي ينحدر منهما ويليام بوغيرو.
لا روشيل هي مدينة بحرية قديمة ذات أهمية متوسطة، وقد كانت عاصمة إقليم أونيس التاريخي، وهي تابعة الآن لإقليم شارنت البحرية المعروف سابقًا بشارنت السفلى. اشتهرت لا روشيل تاريخيًا كونَها مجتمعًا للكالفينيين الفرنسيين، حتى دعاها الفرنسيون «جنيف الفرنسية». لم تمنع التقاليد هناك من تزاوج الكاثوليك والكالفينيين، وقد كان الأبناء الذكور يرثون دين آبائهم، أما الإناث فاعتنقن دين أمهاتهن. كوّن أحفاد ماسي لاحقًا روابط أسرية وثيقة مع الكالفينيين الذين أخذوا في التزايد، كما تقلّد معظم من بقي من آل بوغيرو في شارنت بعد إلغاء مرسوم نانت مناصب رسمية في المدينة، فمثلًا شغل كثير منهم مناصب في مضارب العملات بعد إلغاء المرسوم وحتى قيام الثورة الفرنسية، وقد كان آخرهم جان إيلي بوغيرو رئيس دار السك في لا روشيل، وهو والد صامويل إيلي بوغيرو. عمل صامويل إيلي مدرسًا للإنجليزية، وأنجب ثمانية أطفال منهم ثيودور بوغيرو والد ويليام بوغيرو.

### ولادته ونشأته
ولد ويليام أدولف بوغيرو في لا روشيل عام 1825، ليكون ثاني أبناء تاجر النبيذ تيودور بوغيرو وزوجته الكالفينية ماري مارغريت بونين، وعُمد في سن الخامسة على المذهب الكاثوليكي. في عام 1832 انتقلت الأسرة إلى سان مارتين، إحدى أكبر بلديات جزيرة ري، إذ قرر تيودور بدء أعمال تجارية في مينائها. التحق ويليام بالمدرسة، وكان يقضى معظم وقته في الرسم. ضاق الحال بأسرة تيودور الذي مر بسلسلة من الصعوبات المالية، مما اضطر الأسرة إلى إرسال ويليام للعيش مع عمه يوجين بوغيرو (كاهن برعية مورتان سور جيروند). تعلم ويليام الكلاسيكيات على يد عمه الذي عُرف بثقافته، والذي راح يلقنه الأدب الفرنسي والكتاب المقدس، كما أعطاه دروسًا في اللاتينية وعلمه الصيد وركوب الخيل وأوقظ حبه للطبيعة.
أرسل يوجين ابن أخيه ويليام للدراسة في مدرسة بون (مؤسسة دينية) عام 1839 تعميقًا لدرايته بالكلاسيكيات، وقد درس فيها الأساطير اليونانية والتاريخ القديم وأشعار أوفيد وورغيليوس، كما تلقى فيها أول درس له في الرسم على يد لوي ساج، وهو تلميذ سابق لآنغر. في عام 1841 ترك ويليام عمه لينتقل مع أسرته إلى بوردو حيث شرع والده يؤسس مشروعًا لتجارة النبيذ وزيت الزيتون. بدا أن ويليام الشاب سيسير على خطى والده في التجارة، لولا أن لاحظ بعض زبائن المتجر لوحاته وألحوا على والده ليرسله للدراسة في المدرسة المحلية للرسم والتصوير في بوردو، ومع إدراكه أن التجارة لا تحمل لابنه مستقبلًا واعدًا وافق الأب على إرساله إليها. التحق بها عام 1842 ودرس على يد جان بول ألو، وقد أظهر تقدمًا سريعًا رغم حضوره الدروس لمدة لا تتجاوز الساعتين كل يوم، فنال في عام 1844 جائزة المدرسة لأفضل لوحة تاريخية. وجه عمله بعد ذلك لتصميم بطاقات للمعلبات الغذائية لكسب بعض المال.

### مدرسة الفنون الجميلة وفيلا ميديتشي

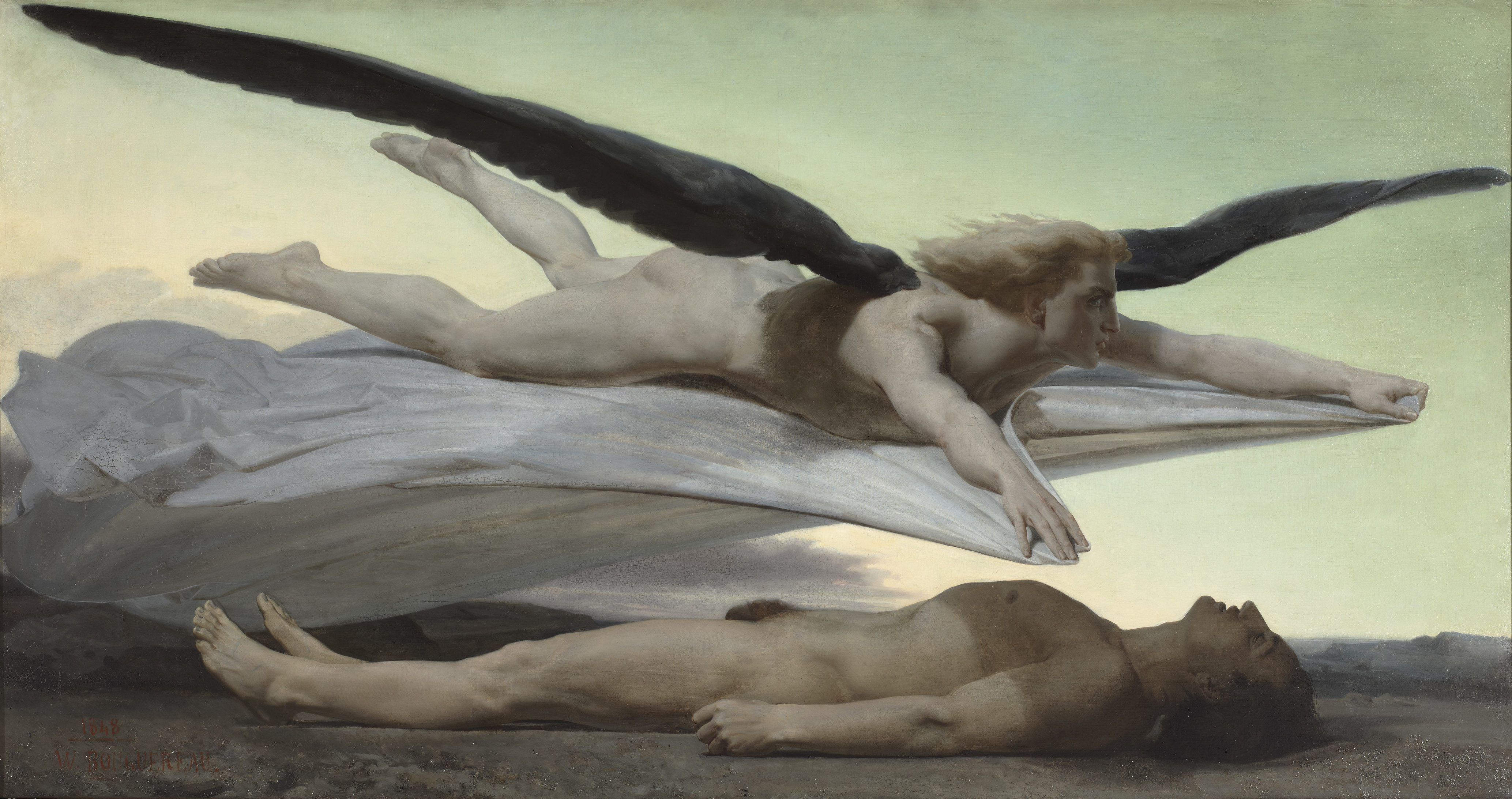
المساواة أمام الموت، 1848

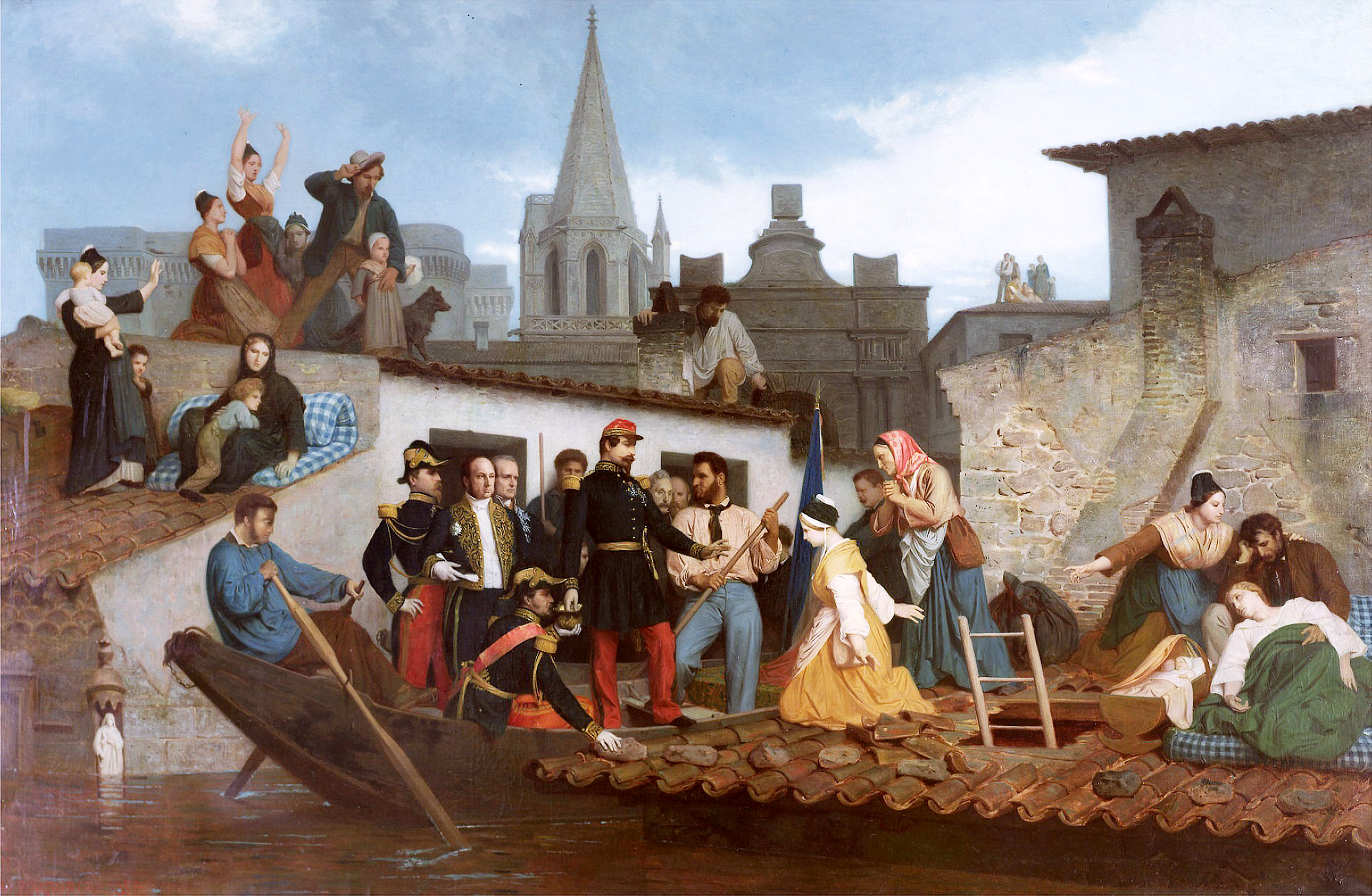
نابليون الثالث يزور ضحايا الفيضانات في تاراسكون في 1856

استطاع بوغيرو بواسطة عمه وبمساعدة عمولة تلقاها لرسم لوحات للأبرشية والدخل الذي كان يحصل عليه من عمله إضافةً إلى خطاب توصية من معلمه ألو، أن يتوجه في عام 1846 إلى باريس ويلتحق بمدرسة الفنون الجميلة. تتلمذ فيها على يد فرانسوا إدوار بيكو الذي حاول أن يجعل من تلميذه بوغيرو فنانًا أكاديميًا كاملًا. ذكر بوغيرو أن التحاقه بالمدرسة جعله «يفيض حماسةً». كانت مدة الدراسة تصل إلى عشرين ساعة في اليوم، ما عنى لبوغيرو وزملائه وقتًا ضئيلًا لتناول الطعام أو النوم. إلى جانب دراسته الأساسية، حضر بوغيرو دروسًا في التشريح لتعزيز مهاراته في الرسم التشريحي، كما درس التاريخ وعلم الآثار. تقدم بوغيرو تقدمًا جيدًا وسريعًا، كما عمل أثناء دراسته على إتمام لوحته المساواة أمام الموت، وتم له ذلك عام 1848، وشارك في ذات العام ولأول مرة له في مسابقة جائزة روما، وهي مسابقة ينال فيها الفائز بالمركز الأول منحة للسفر إلى فيلا ميديتشي، ولكنه تعادل مع منافسه غوستاف بولنجيه ونال كلاهما الجائزة الثانية، ثم عاد وشارك في العام التالي ولكنه لم ينل أي جائزة، في حين حصل بولنجيه على الجائزة الأولى. فاز بوغيرو بالجائزة الأولى في المسابقة في مشاركته الثالثة عام 1850 بعمله زنوبيا المعثور عليها من الرعاة على ضفاف أراكس.
شد بوغيرو رحاله إلى فيلا ميديشي بعد فوزه بجائزة روما برفقة معلميه جان فيكتور شنيتز وجان ألو، ودرس فيها عن أسياد عصر النهضة، وظهر حينها انجذابه الكبير لأعمال رفائيل، كما زار توسكانا، ودرس عن القطع الفنية القديمة في أومبريا، وأعجب بمدينة أسيزي الواقعة بها، ونسخ فيها الصور الجصية التي رسمها جوتو في بازيليك القديس فرنسيس بالكامل، كما أعجب بجداريات بومبي، فقام باستنساخها في منزله عندما عاد لاحقًا إلى فرنسا في عام 1854. أمضى بعض الوقت مع أقاربه في بوردو ولا روشيل، وزين فيلا لآل مولون إحدى العائلات الثرية، ومن ثم استقر في باريس.

### بدايات مسيرته المهنية وزواجه الأول
عام 1854 عُرض عمله انتصار الاستشهاد في صالون باريس بعد عام من إتمام العمل، وقد قام أيضًا بتزيين قصرين. أشاد نقاده في تلك الفترة بإتقانه لتصميم وتكوين شخصيات سعيدة ومحظوظة كالتي في أعمال رفائيل، وقالوا أنه على الرغم من غزارة ما تعلمه عن العصر القديم، إلا أنه اتخذ في أعماله أسلوبًا يغادر أسلوب الأعمال الأصلية. كتب تيوفيل غوتيه مقالًا يمدح فيه بوغيرو مما وطد سمعته.

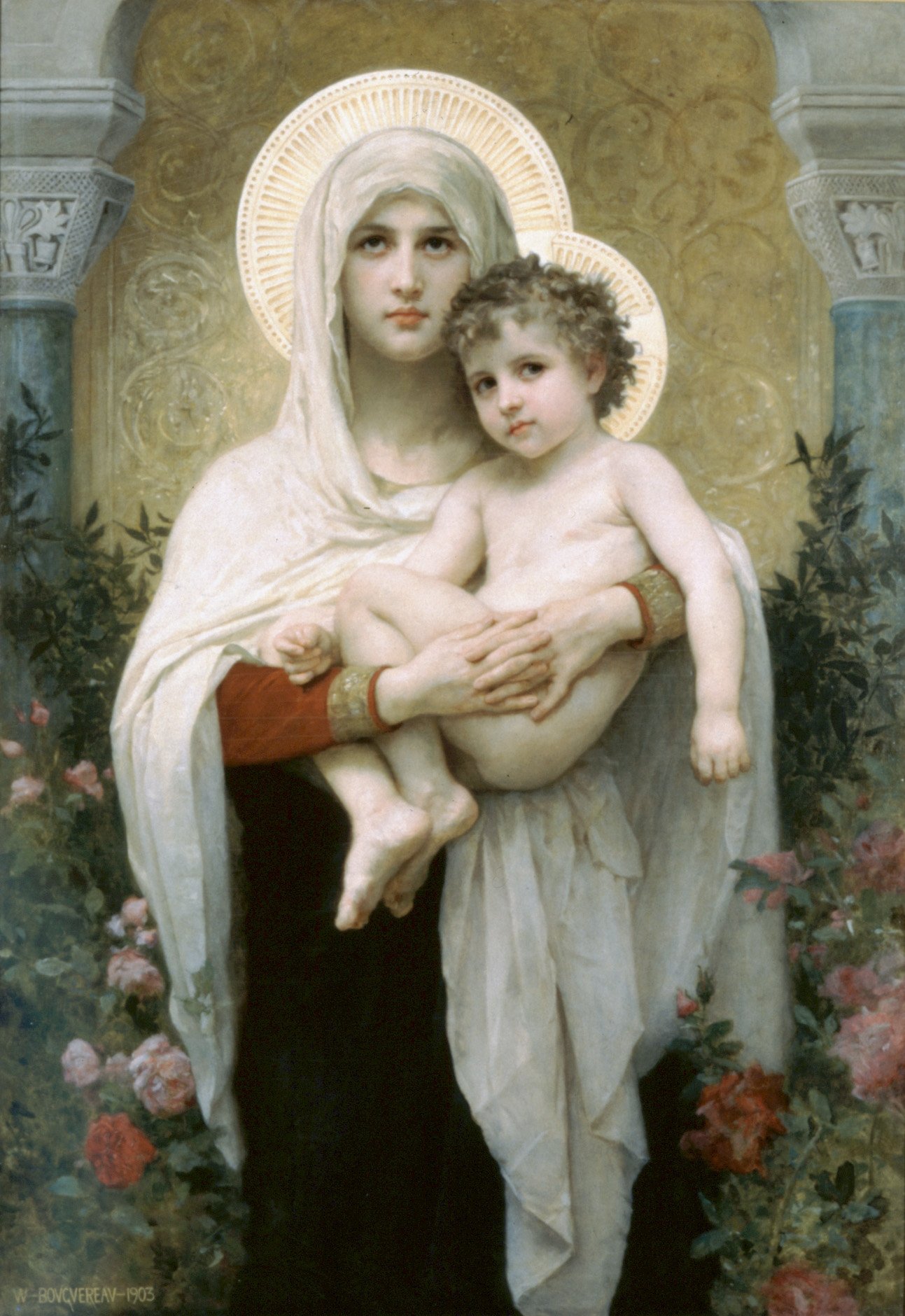
مادونا الورود 1903

تزوج من ماري نيلي مونشابلون في عام 1856، والتي سيرزق منها بخمسة أطفال، وكلفته الحكومة الفرنسية في نفس العام بتزيين مقر بلدية تاراسكون، حيث ترك لوحته نابليون الثالث يزور ضحايا الفيضانات في تاراسكون في عام 1856. حصل بوغيرو في العام التالي على ميدالية المركز الأول في الصالون، ورسم صورًا للإمبراطور نابليون الثالث والإمبراطورة أوجيني وزين قصر المصرفي الثري إميل بيرير. بهذه الأعمال أصبح بوغيرو فنانًا معروفًا، وبدأ يتطلع ليصير أستاذًا. في هذا العام أيضًا وُلدت ابنته الأولى والتي أسماها هنرييت. وشهد عام 1859 ولادة أحد أعظم أعماله وهو يوم الموتى، وهو محفوظ الآن في بوردو، كما شهد هذا العام ميلاد ابنه الأول جورج. قام في الوقت ذاته تحت إشراف بيكو بتزيين مصلى القديس لويس في كنيسة سانتا كلوتيلد في باريس بأسلوب صارم لا يشكك في إعجابه بفن النهضة. ولدت ابنته الثانية جان في عيد الميلاد لعام 1861، ولكنها لم تعش سوى بضعة أعوام.

### تحول أسلوبه واتساع شهرته

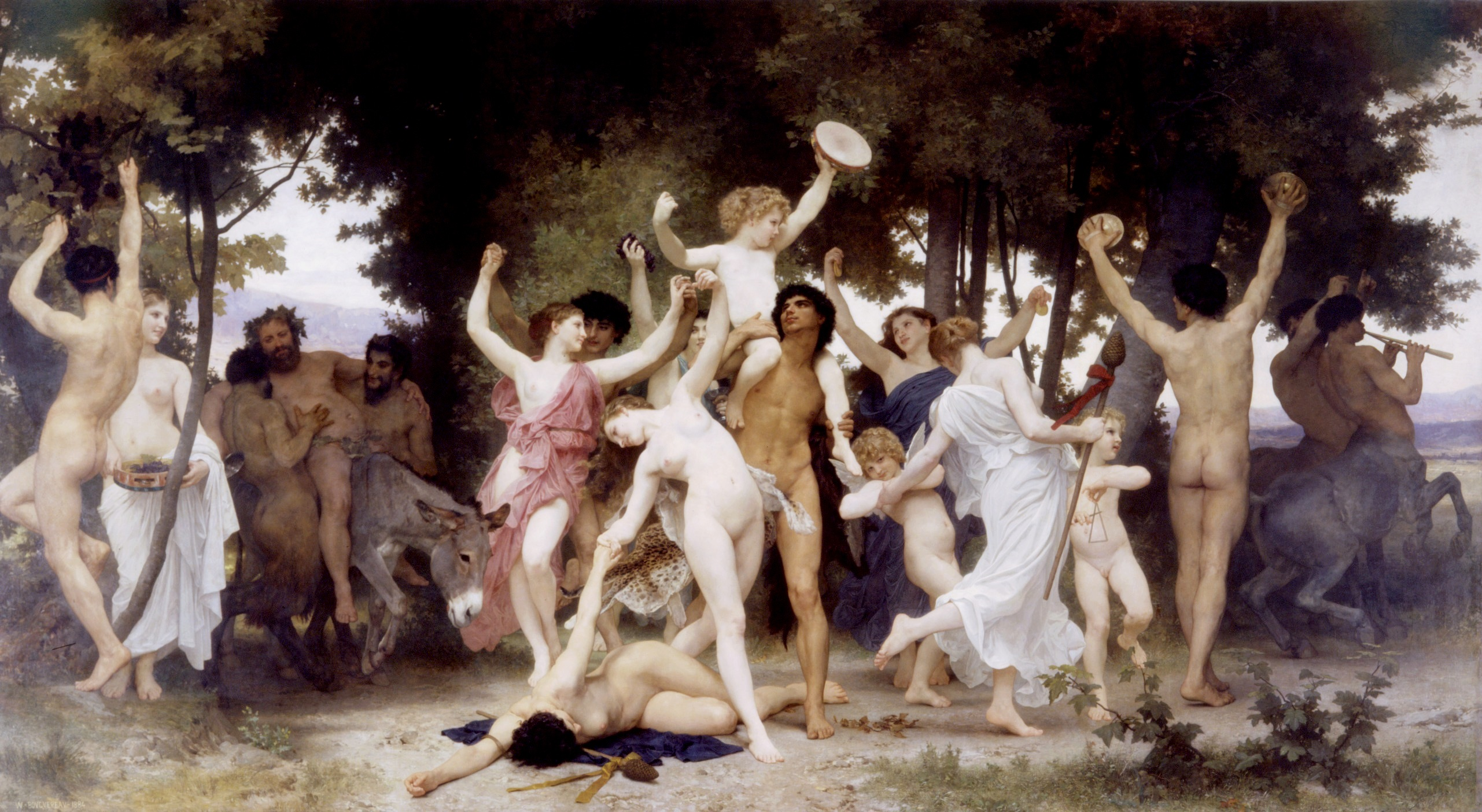
شباب باخوس، 1884

في حين كان إنتاجه يتناول الموضوعات التاريخية والدينية الرئيسية في المقام الأول بأسلوب الأكاديمية التقليدي بدأت أذواق الجمهور تغيير، وفي عام 1860 ظهر تحول لأسلوب لوحاته عن طريق تعميق دراسته للألوان وتحسين تقنياته والعمل بجودة أعلى لجذب شعبية أكبر إليه، مما سيجعله أكثر شهرة. صنع زخارف في كنيسة أوغسطينوس في باريس وفي قاعة للحفلات الموسيقية في المسرح الكبير في بوردو، وكان يؤدي أعمالًا متعددة في ذات الوقت، وصُبغت أعماله في هذه الفترة بحزن معين. كون علاقات قوية مع جان ماري دوران فورتوني وابنه بول دوران رويل وأدولف غوبيل وهم تجار أعمال فنية، وشارك بنشاط في الصالونات. بيعت أعماله بشكل جيد وسرعان ما توسعت شهرته إلى إنجلترا، مما مكنه من الحصول على بيت كبير مع إستوديو في مونبارناس. في عام 1864 أنجب بوغيرو ابنه الثاني بول.
حاصر الألمان باريس عام 1870 خلال الحرب الفرنسية البروسية، وعاد بوغيرو وحده من عطلته في إنجلترا حيث كان مع عائلته، وجمع أسلحته وتطوع للدفاع في المتاريس، على الرغم من أن من في عمره كان مُعفًى من الخدمة العسكرية. رُفع الحصار واجتمع بعائلته وقضوا وقتًا في لا روشيل منتظرين نهاية الكومونة. قضى ذلك الوقت في تزيين الكاتدرائية ورسم صورة للمطران توماس. في عام 1872 شارك بالتحكيم والعرض في معرض فيينا العالمي، وقد أظهرت أعماله فيه روحًا أكثر عاطفية وشبابًا وحيوية، كما في عمله الحوريات والساتير عام 1873، كما أنه صور الأطفال في عدة مواضع. سيتم كسر هذا المناخ البهيج في عام 1875، حين توفي ابنه جورج، مما مثل صدمة للأسرة، وقد ظهر هذا الحزن في عملين مهمين عن الموضوعات المقدسة والدينية وهما: بييتا وعذراء التعزية. بدأ في ذات الوقت بالتدريس في أكاديمية جوليان في باريس. رُزق بآخر ذريته موريس في عام 1876 وقُبل كعضو في معهد فرنسا بعد اثنتي عشرة مطالبة محبطة. وبعد ذلك بعام، بدأت معاناة جديدة: توفيت زوجته، وبعد شهرين خسر ابنه موريس. اتسمت هذه الفترة بإنتاج العديد من أكبر وأكثر لوحاته طموحًا كما لو كان ذلك للتعويض عن حزنه على زوجته وابنه. حصل في العام التالي على وسام الشرف الكبير في المعرض العالمي. في نهاية العقد أعلن لعائلته عن رغبته في الزواج مرة أخرى، وهذه المرة من تلميذته السابقة إليزابيث جين غاردنر. اعترضت والدته وابنته، ولكن أصبحا خطيبين في السر عام 1879، ولم يتزوج منها إلا بعد وفاة والدته في عام 1896.
في عام 1881 زين مصلى العذراء في كنيسة القديس فنسنت دي بول في باريس، وهو أمر من شأنه أن يستغرق ثماني سنوات كاملة، إذ رسم ثمانية لوحات كبيرة الحجم عن حياة المسيح. بعد فترة وجيزة أصبح رئيسًا لجمعية الفنانين الفرنسيين المسؤولة عن إدارة الصالون، وهو المنصب الذي احتفظ به لسنوات عدة. في هذه الأثناء رسم لوحة كبيرة أخرى، وهي شبابية باخوس في عام 1884، وهي إحدى لوحاته المفضلة له، ولذلك أبقاها في مرسمه حتى وفاته. في العام 1888 تم تعيينه أستاذًا في مدرسة الفنون الجميلة في باريس، نال في العام التالي وسام جوقة الشرف من رتبة القائد. في الوقت الذي نمت فيه شهرته في إنجلترا والولايات المتحدة، بدأ يواجه في فرنسا تراجعًا لشعبيته مع منافسته ومهاجمته في طليعة ما قبل الحداثة، وذلك باتهامه بأنه متواضع ومزيف.

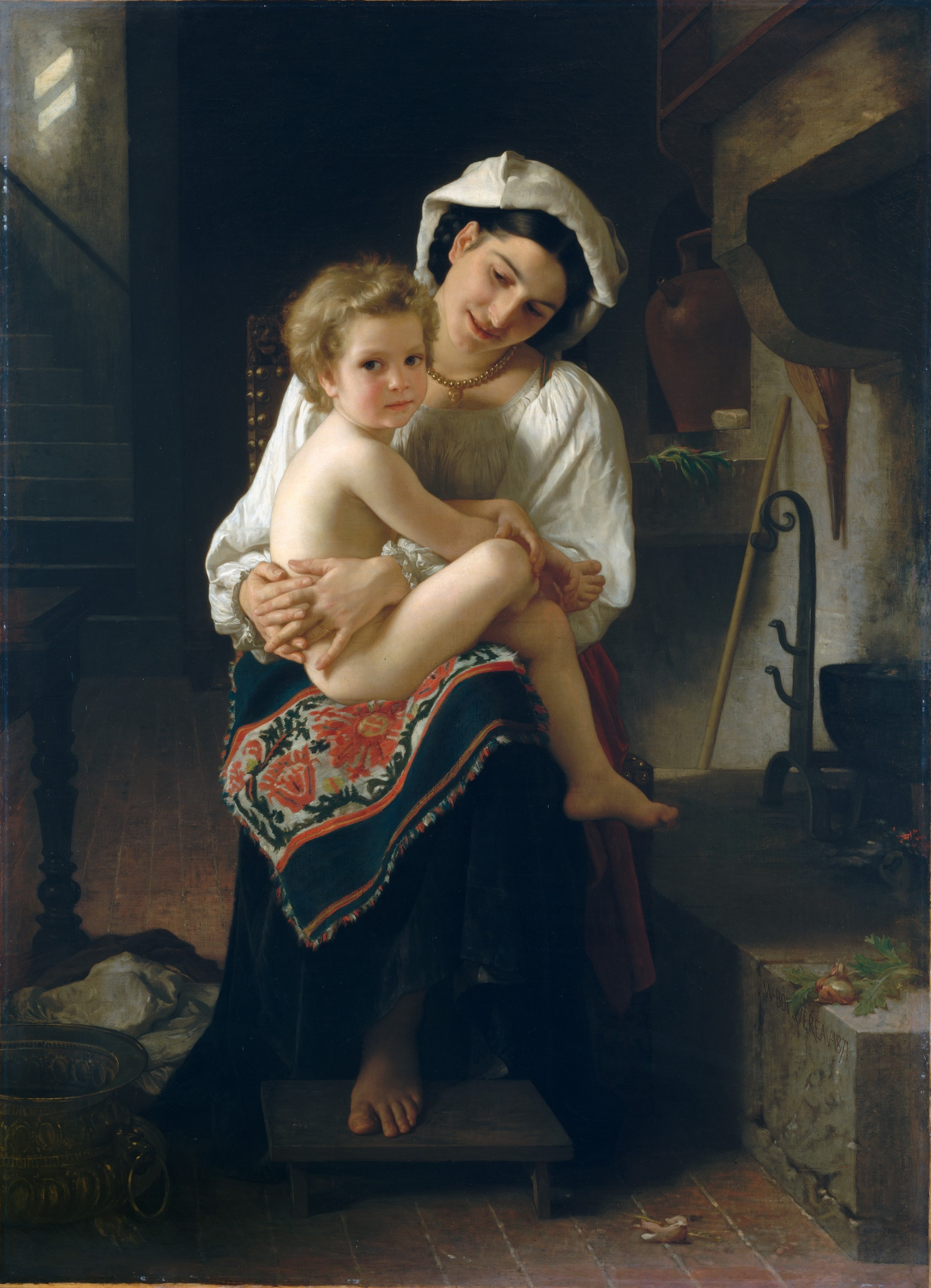
أم شابة تحدق في طفلها 1871

تلك الانتقادات المتلاحقة أدت إلى سقوط أعماله في غياهب النسيان، حيث ستبقى لعقود متهمةً بكونها عديمة الجدوى ومبتذلةً وفادحة. اختفت لوحاته من السوق وكان من الصعب سماع إشارة ما إلى أنها موجودة حتى في المدارس الفنية، عدا إن استُخدمت مثالًا ينبه به الأستاذ تلاميذه إلى ما يجب ألا يفعلوا. حتى أن ليونيلو فنتوري زعم أن أعماله لا تستحق أن تعد فنًا حتى.

### سنواته الأخيرة ووفاته

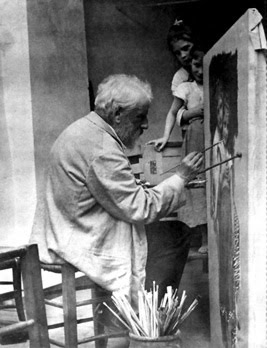
صورة لبوغيرو في سنواته الأخيرة

كان بوغيرو متشددًا على آراءه، مما دفعه إلى إشعال أكثر من نزاع مع الجمهور والزملاء والنقاد. في عام 1889 اشتبك مع مجموعة الفنانين الذين تجمعوا حول إرنست ميسونير لتنظيم صالون، مما أدى في النهاية إلى إنشاء الجمعية الوطنية للفنون الجميلة، واختاروا صالونًا مخالفًا. في عام 1891 دعا الألمان الفنانين الفرنسيين لمعرض في برلين، وكان بوغيرو واحدًا من القلائل الذين قُبلوا في المعرض، قائلًا أنه كان يرى أن الواجب الوطني يقتضي منه الذهاب إلى ألمانيا وغزوها بفرشاته كما غزت فرنسا بالسلاح من قبل، ومع ذلك فإن ذلك أثار غضب رابطة الوطنيين وشن بول ديروليه هجومًا ضده في الصحافة، ولكن من ناحية أخرى فإن نجاح بوغيرو في تنظيم معرض للفنانين الفرنسيين في الأكاديمية الملكية في لندن كان له أثر في إيجاد حدث دائم وسنوي.
توفي ابنه بول بعد أن صار محاميًا وعسكريًا محترمًا في عام 1900، ليشهد بذلك وفاة أربعة من أبنائه. كان بوغيرو معه في منتون في جنوب فرنسا قبل وفاته، حيث استمر في الرسم على أمل أن يتعافى من السل الذي كان قد أصابه. كان لخسارة بوغيرو ابنه بالغ الأثر عليه، مما أدى إلى تدهور صحته بعد ذلك. في عام 1902 ظهرت العلامات الأولى لإصابته بمرض قلبي، ومع ذلك شعر بالسعادة لرؤية الإشادة بأعماله بإرسالها إلى المعرض العالمي، وحصوله في عام 1903 على شارة الضابط الكبير من وسام جوقة الشرف. دُعي بعد فترة وجيزة لحضور احتفالات مرور مائة عام على فيلا ميديشي في روما، وأمضى بعد ذلك مدة أسبوع في فلورنسا مع زوجته. تلقى في هذا الوقت دعوات متكررة لتكريمه في مدن أوروبية، ولكن سوء حالته الصحية أجبره أن يرفضها، ومنعه من الرسم في نهاية المطاف. أحس بوغيرو النهاية، وانتقل في 31 يوليو 1905 إلى لا روشيل مسقط رأسه، وفارق الحياة فيها في 19 أغسطس عن 79 عامًا.

## عن حياته المهنية

### السياق المهني في وقته
بزغ نجم بوغيرو عندما كان الفن الأكاديمي في أوج سمعته. ولدت طريقة التدريس تلك في القرن السادس عشر، وأصبحت المهيمنة في منتصف القرن التاسع عشر. كانت تقوم على مفهوم أساسي وهو أن الفن يمكن أن يدرس كليًا من خلال منهجته في هيئة سارية بين النظرية والتطبيق، والتقليل من أهمية الأصالة. تتمثل قيمة الأكاديميات في منح الأساتذة المشاهير سلطتهم قبل أي شيء، وفي تعظيم تقليد المواضيع الكلاسيكية بشكل خاص واعتماد مفاهيمها، بالإضافة إلى إبراز الطابع الجمالي وتحقيق الخلفية الأخلاقية والغرض التربوي، وإنتاج الفن الذي يهدف إلى تثقيف الجمهور وبالتالي تغيير المجتمع للأفضل حسب نظرة الأكاديمية. لعبت الأكاديميات أيضًا دورًا رئيسيًا في تنظيم الفن إجمالًا، فضلًا عن التدريس الذي احتكر الفكر الثقافي والذوق والنقد والسوق وعمليتي عرض ونشر الإنتاج الفني، وحفز لتشكيل مجموعات التدريس التي أصبحت في النهاية مصدرًا لكثير من المتاحف الفنية. كان هذا التأثير الواسع للأكاديمية يرجع أساسًا إلى اعتمادها على السلطة التي تمنحها إياها الدولة، وقد استخدمت سلطتها للتعريف بالمثل العليا ليس الفنية فحسب، بل أيضًا السياسية والاجتماعية.
كان من بين الممارسات الأكثر شيوعًا للأكاديميات تنظيم الصالات الدورية والفعاليات التنافسية ذات الطابع الفني والتجاري التي تُظهر أعمال المبتدئين والأساتذة وتقديم الجوائز والميداليات للفائزين. كانت جائزة روما التي نالها بوغيرو في عام 1850 أرفع الأوسمة في صالون باريس، إذ كانت هيبتها في ذاك الوقت تعادل تلك التي لجائزة نوبل اليوم. استقبل صالون باريس في عام 1891 ما معدله 50 ألف زائر يوميًا في الأيام التي كان الدخول فيها مجانًا، والتي غالبًا ما كانت أيام الأحد، وما يصل إلى 300 ألف زائر سنويًا، مما جعله مكانًا للأحداث الهامة وعرض المواهب الجديدة ومنطلقًا لدخول السوق الفنية واسمًا يردده جامعو التحف كثيرًا. في ذاك الوقت كان بيع الأعمال الفنية دون استقبالها في الصالات شديد الصعوبة. ما تم عرضه في الصالات لم يكن محصورًا هناك، لأن أكثر الأعمال استحسانًا نُظمت لها «صور حية» في دور العرض لجولات عامة في الداخل، حيث نسخها الرسامون واستخدمت في المنتجات الاستهلاكية العامة مثل الصحف وأغلفة المجلات والمطبوعات واسعة التداول، وفي صناديق الشوكولا والتقويمات والبطاقات البريدية ووسائل الإعلام الأخرى، وبالتالي كان لها بالغ التأثير في المجتمع. أصبح الفنانون الأكثر شهرة من الشخصيات العامة والمؤثرة، ولكن سرعان ما انخفضت شعبيتهم أمام النجوم الحاليين للسينما.

### السوق وتدعيم أسلوبه

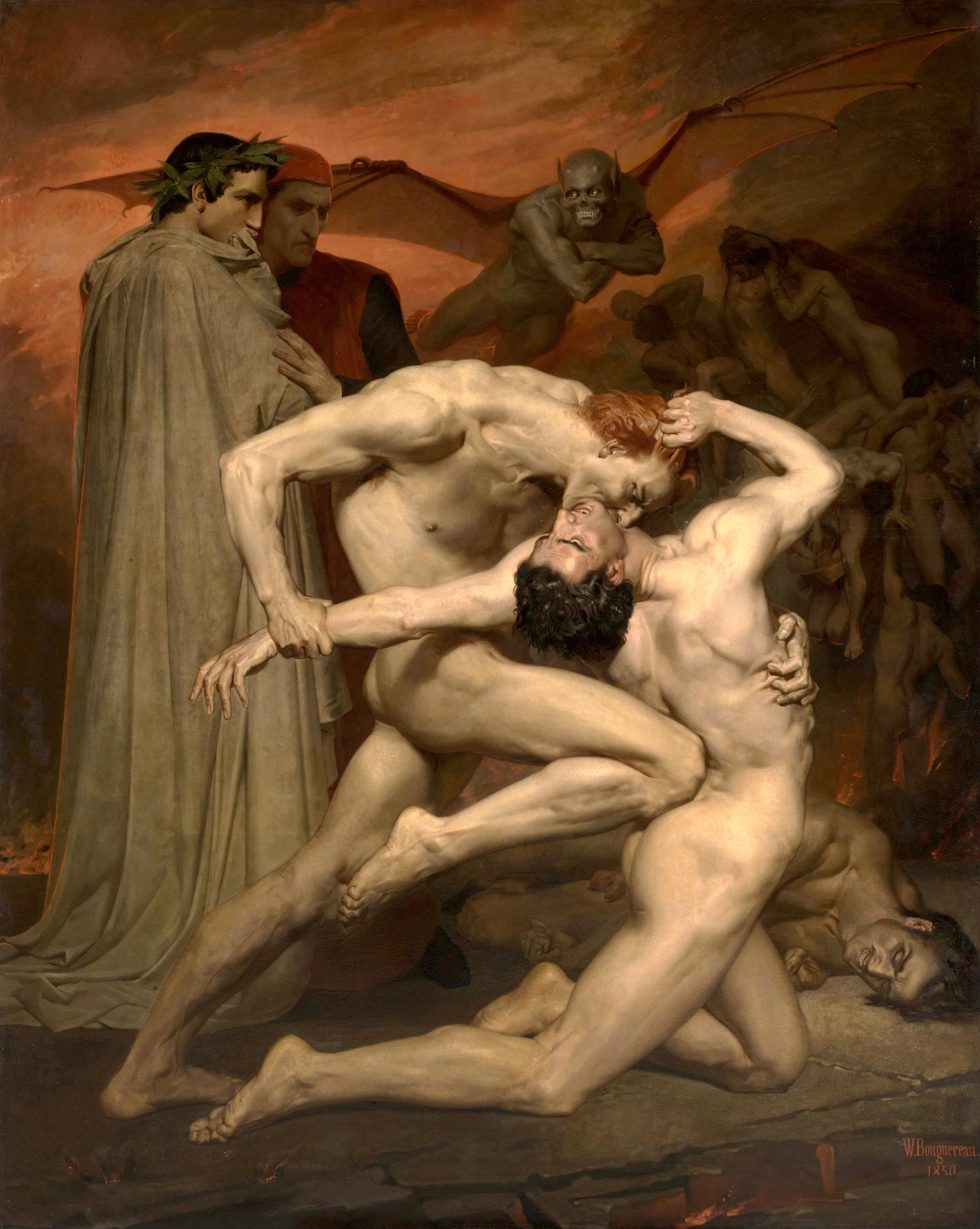
دانتي وفيرجل في الجحيم، 1850

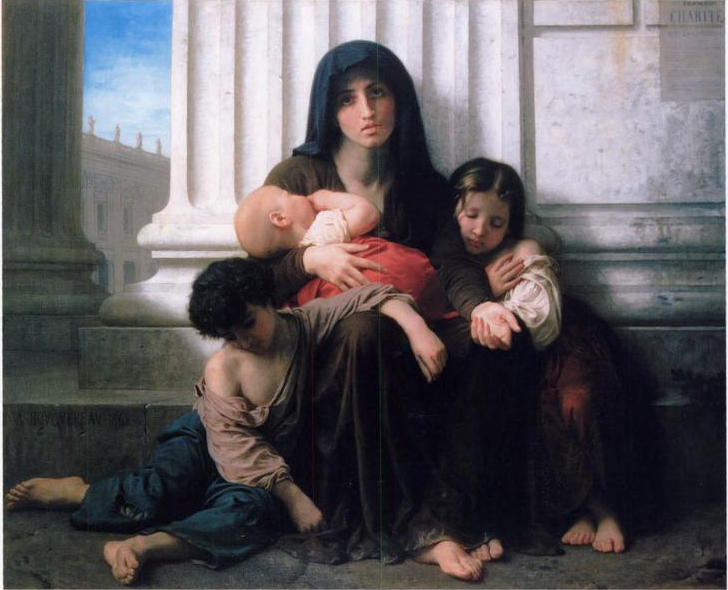
الأسرة الفقيرة، 1865

على الرغم من أن النظام الأكاديمي أعطى قيمة كبيرة للتقاليد الكلاسيكية في عقد 1860 من خلال التأثير في الطبقة الوسطى التي راحت تزور القاعات العامة وتشتري منها، شهدت أكاديميات الفنون تغيرات كبيرة في انجذاب الجمهور لها. تزايدت الرغبة الجماهيرية في البحث عن الحقيقة وإبلاغها للجمهور بلغة الفن. لم يعد يمكن للأكاديميات التمسك بمبدئها القديم بتقديم قضايا كان العامة يرونها تقتصر على إبراز محاسن النخبة الحاكمة ونبلها، وتجسيد الأدبيات التاريخية والتمثيلية والدينية والأسطورية بأسلوب رسمي وغير شخصي. في كلمات نعومي مورر: «على الرغم من قوتها من قبل، كان لهذه المواضوعات أهمية ضئيلة أو معدومة للجمهور العلماني الذي بدأت تراوده الشكوك عن الدين مع جهله للتلميحات الكلاسيكية، والتي كان نادرًا ما يفهم رموزها». ظهرت إلى جانب ذلك موضوعات جديدة ومتنوعة تستحق التمثيل الفني. لذلك قامت الأكاديميات بتطوير مفهوم الفن للفن، وتحررت من قيود الأخلاق ومصلحة الجمهور، وبرزت الخلابة بوصفها قيمة جمالية في حد ذاتها، وزادت اهتمامها بالعصور الوسطى وغرابة الشرق من خلال الفولكلورات الوطنية والحرف والفنون التطبيقية، وفتحت آفاقًا جديدة للتقدير الجمالي وإيجاد حقائق أخرى جديرة بالتقدير، والتي كانت مهملة في الثقافة الرسمية، وفي النهاية قام البرجوازيون بدعم الأكاديميين، ما شكل وسيلة للتعامل مع الجمهور واستعادة الأكاديمية لشيء من هيبتها. ظل الاهتمام الأكاديمي عمومًا منصبًا على اكتساب المدرسة سمعة كبيرة وعلى الجودة العالية لمنتجاتها، ولكن لتحقيق هذا لم يكن يكفي طرح الموضوعات الحديثة وتنويعها، بل تطلب أيضًا أسلوبًا جديدًا في عرض هذه الموضوعات، مما أدى إلى إنتاج مزيج مغرٍ من الجمال المثالي والأسطح المصقولة والعاطفة السهلة والتشطيبات المفصلة والتأثيرات الزخرفية ومشاهد الأزياء والمناظر الطبيعية الغريبة وأحيانًا الإغراء المثير. كان هذا التغيير بالغ الأهمية، ما جعل بوغيرو يعرب في مقابلة في عام 1891 عن تأثير هذا التغيير في عمله:
«هذه هي لوحتي ملاك الموت، وتلك في الأمام هي لوحتي الثانية دانتي في الجحيم. كما ترى فهي مختلفة عن اللوحات التي أرسمها اليوم. إذا واصلت رسم أعمال مماثلة، فمن المرجح أني على هذا النحو لن أنال شيئًا. ماذا تتوقع؟ ستضطر إلى اتباع الذوق العام، فالجمهور يشتري فقط ما يحب. هذا هو السبب الذي جعلني أغير أسلوبي في الرسم على مر السنين».
اعتراف بوغيرو بتأثير السوق على إنتاجه جعله يُتهم مرارًا بخضوع فنه للسوق، رغم أن الفنانين اعتمدوا دائمًا على الرعاة من أجل البقاء، والرعاية كانت أحد العمليات الاجتماعية السائدة في أوروبا منذ ما قبل الثورة الصناعية. يرى جنسن أنه ربما كانت الإتجارية الفنية كثيفة في وقت بوغيرو للاستقلال عن المستهلك البرجوازي وتحويل اعتماد الأكاديميين إلى الإرشاد العلمي، وذلك بعد أن كانت النخبة هي التي تحدد مدى جودة الفن، إلا أن فكرة أن الفن ينبغي أن يمارَس بغض النظر عن الذوق العام (كما أشار جنسن) كانت واحدة من مبادئ الحداثة، واستخدمت الطليعية تلك الفكرة لمهاجمة نظام الفن القديم وإعادة صياغة النظام الأكاديمي بكامله. من التناقض في هذه الحجة أنه حتى الانطباعيون الذين كانوا أول من هاجم بوغيرو كانوا أيضًا يعتمدون على مسرة الرعاة والتجار، إلى درجة أنهم فاقوه في ذلك.
كرس بوغيرو جزءً كبيرًا من طاقاته لتلبية ذوق الجمهور البرجوازي الجديد، وقد كان واضحًا مثاليتهم وتقديرهم للجمال في الفن وإخلاصهم للتقاليد القديمة. قال بوغيرو في إحدى المناسبات:
«في الرسم، أنا شخص مثالي. في الفن نرى الجمال فقط، وبالنسبة لي الفن جميل. لماذا نصور شيئًا قبيحًا في الطبيعة؟ أنا لا أرى ما يجعل هذا ضروريًا. الشخص الذي يرسم ما يراه تمامًا ليس إلا ممن ليسوا من الموهوبين للغاية. الموهبة تعوض كل شيء وكل عذر. في الوقت الحاضر ذهب الرسامون كالكتاب والروائيين بعيدًا، ولا يمكن معرفة أين سيتوقفون».
حتى في الأعمال التي تصور المتسولين، مال بوغيرو إلى المثالية، ما كان أحد أسباب اتهامه خلال حياته بالتكلف والتزييف. في لوحته الأسرة الفقيرة يظهر غموض واضح في معالجته للموضوع، ففي حين أن الصورة يجب أن تثير البؤس، رُسمت اللوحة بانسجام وتوازن عصر النهضة، ما يوحي بسمو هذا الموضوع، فيدرك الناظر أن الجميع في الصورة كامل النظافة وأن المرأة جميلة والطفل بين ذراعيها ممتلئ الجسم ذو لون وردي ويبدو بصحة جيدة تمامًا. في رأي إريكا لانغموير، على الرغم من روعة موضوع ورحمة وكرم الفنان، «العمل لا يقوم بدور تحقيق اجتماعي أو يدعو إلى العمل ضد الفقر»، كما اتضح للنقاد عندما عُرضت عليهم: «السيد بوغيرو يمكنه تعليم طلابه كيفية الرسم، لكنه لا يستطيع تعليمهم كيف يكون الأغنياء والناس من حولهم يعانون».
رغم ذلك، لم يكن هذا النهج نهجه وحده، بل كان جزءً من التقاليد الأكاديمية. يرى مارك ووكر أنه على الرغم من الانتقادات التي يمكن أن تقف ضد مثالية الأكاديميين التي لا تمثل بالضبط الواقع المرئي، فإن المثالية نفسها مع ما تنطوي عليه من الخيال لا يمكن أن تعامَل كما يعامَل عنصر غريب عن الفن. ترى ليندا نوكلن أنه في حين أن معارضيه اتهموه بالجمود وغياب أي اتصال له مع التطور في وقته، فإن النهج الذي اتبعه لم يكن قد عفا عليه الزمن بعد، حيث كانت تلك الأيديولوجية يؤمن بها واحد من التيارات الحيوية الموجودة في ذلك الوقت: «ما إذا كانوا يريدون ذلك أو لا، فإن الفنانين والكتاب سيكون مصيرهم حتما أن يكونوا معاصرين، ولن يقدروا على الهروب من محددات تين المنقسمة إلى السياق (الوسط) والعرق والوقت».
مع مراعاة سياقه وتفضيلاته الشخصية، ويمكن تلخيص الوصف الخاص بانتقائه أسلوبه كما يلي:
- في السابق كان يتبع التقليد الكلاسيكي المثالي للكلاسيكية القديمة وعصر النهضة، وواصل في المدرسة الكلاسيكية الحديثة التي قادها جاك لوي دافيد وجان أوغست دومينيك آنغر، ولكن استيعابه العناصر الإضافية أضاف إلى أسلوبه حيوية وأناقة، وحسية ومباشرة، دون أن يفقد طابعه الخلاق.[42][48][49]
- ثمة عنصر رومانسي قوي في أسلوبه، والذي يظهر بقوة في شكل عواطف معينة وأجواء شاعرية وأحيانًا إثارة جنسية.[30][50]
- وُجدت بأعماله آثار للواقعية أكدتها تلك التقنية التي لا تشوبها شائبة والتي اقتربت أحيانًا من تأثير التصوير الفوتوغرافي، وهي تقنية كانت ذات شعبية كبيرة في ذلك الوقت، وقد استخدمها الفنان في بعض الأحيان كعامل مساعد في أعماله.[30][49]
- ظهر في بعض لوحاته استرجاعه لقيم الروكوكو بزخارفه وأشكاله الأنيقة وتكويناته غير المعقدة وموضوعاته الخفيفة والمرحة.[49]
- يظهر تأثره بعض الشيء بأسلوب ما قيل الرفائيلية.[51]
- تعد أعماله بطريقة ما استباقًا للحداثة في نهجه المتفائل عن العالم، متأثرًا في ذلك بالتقدم العلمي وعقيدة الوضعية.[49]

### الطريقة والتقنية

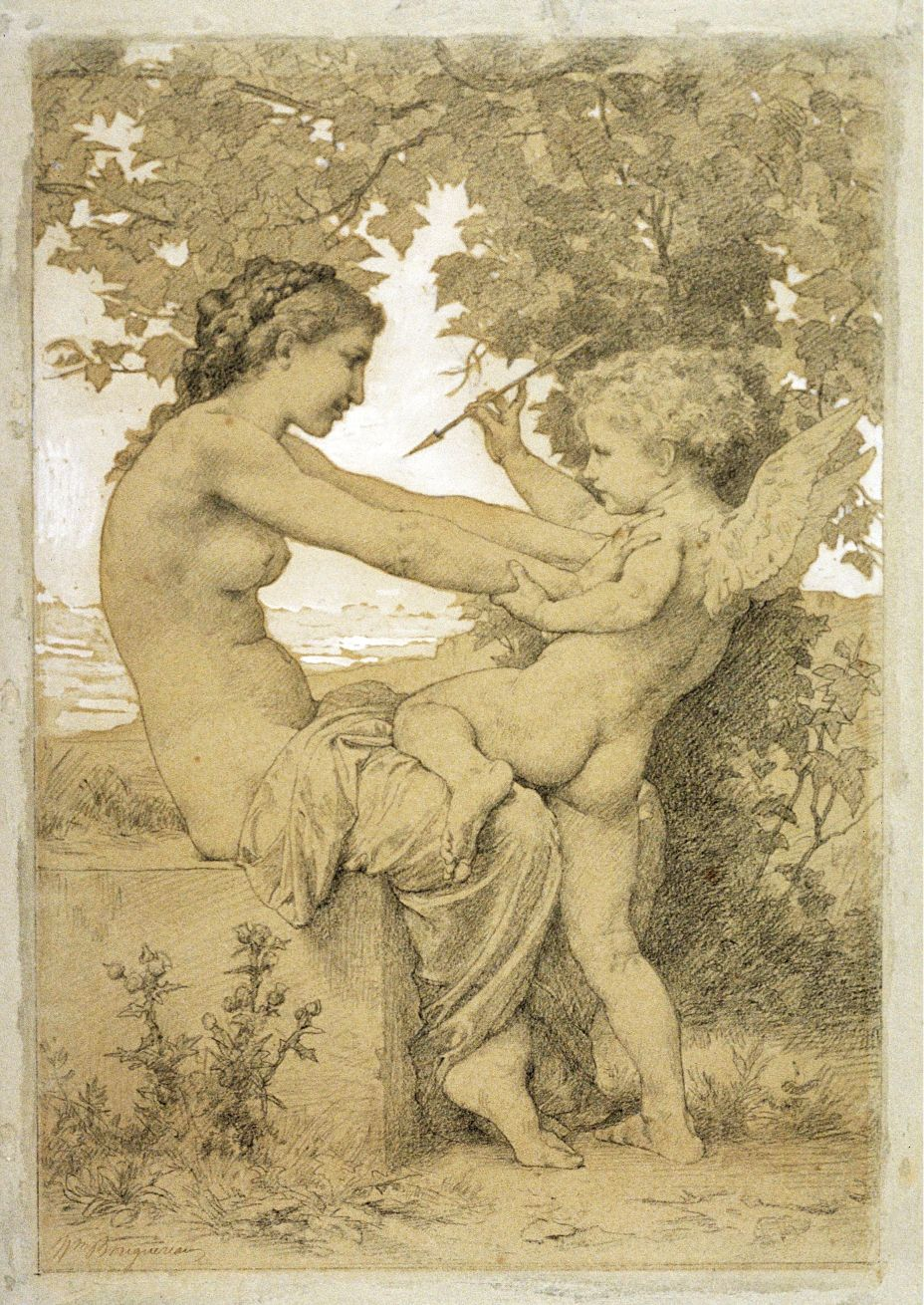
رسم تحضيري للوحة شابة تدافع عن نفسها ضد كيوبيد

مثل كل أكاديمي في وقته، خضع بوغيرو لتعليم منهجي ودراسات عليا، ودرس عن مشاهير الأساتذة وتقنياتهم. إجادة الرسم كانت ضرورية، حيث كانت أساس كل عمل الأكاديمي، كما أن تنظيم التشكيل بأكمله له أهمية مماثلة، لأنه يتيح استكشاف وتكوين الفكرة من مختلف الجوانب منذ المراحل الأولى حتى الوصول إلى النتيجة النهائية. بطبيعة الحال، شملت طريقة عمله إجراء العديد من الرسومات التحضيرية، وبناءً تفصيليًا لجميع الشخصيات والخلفيات. كان من المهم بنفس القدر الإتقان الكامل لتمثيل الجسم البشري، لأن كل الأعمال كانت تشخيصية وتركز على أفعال الإنسان أو الآلهة الأسطورية المشبهة بالإنسان. كانت النعومة المذهلة للملمس في تصويره للبشرة ورقة الأشكال والإيماءات في رسمه لليدين والقدمين والوجوه مثيرة للإعجاب بشكل خاص. وصف مؤرخ مجهول رأيه في أعمال بوغيرو:
«كان رسمًا لا تشوبه شائبة، حيث مُثل كل شيء بعناية فائقة، فقد رسمت أصغر التفاصيل بمحبة، ولم يكن إنجاز ذلك سهلًا. كان التنفيذ الفعلي آمنًا وسريعًا، ولكن كانت الاستعدادات شاقةً ومتطورةً بالكامل، كل كائن كان يحلَّل ويلاحَظ بكل وسيلة ممكنة بالاستعانة بالرسوم ودراسات المقياس والعديد من الاختبارات الأولية بالزيت. كان بوغيرو أبدي الكمال، في كثير من الأحيان أعاد صياغة تراكيب لوحاته حتى بعد الانتهاء منها».
عمل بوغيرو بتقنية التصوير الزيتي، وأثناء العمل بفرشاته غالبًا ما كانت لوحاته خفية، لينتهي بلوحات على أعلى مستويات الجودة. كان رسامًا عظيمًا، كانت بنية الأشكال بملامحها محددة بوضوح، مما يبين إتقانه للتصميم، كما استطاع تحديد الدرجات اللونية المتدرجة بماهرة مكونًا سفوماتو دقيقًا. وُصف أسلوبه باللامع، ولكن في سنواته الأخيرة أصبح أقل دقة وأصبحت ضربات فرشاته أكثر حرية، وربما كان ذلك بسبب مشاكل في الرؤية.
رغم ذلك يمكن أن تكون تقنيته في بعض الأحيان مرنة للغاية، وتتكيف مع كل نوع من الكائنات في اللوحة، وهذا قدم انطباعًا خاصًا بالحيوية والتلقائية للوحاته، ولكن هذا لا يعني شدة الارتجال، والدليل على ذلك التشابه بين رسوماته التمهيدية وأعماله بعد إنجازها. يمكن إعطاء مثال على معالجته الفنية الاستثنائية من خلال تحليل لعمله المهم شبابية باخوس، في كلمات ألبرت بويم:
«كاد بوغيرو هنا أن يستخدم الفرشاة في التصميم بكامله، والحركة والحيوية في الشخصيات ترجع إلى حد كبير إلى حريته في تنفيذه للعمل. رسم على اليمين الأشجار سريعًا بضربات حبر غير نظامية وقليلة، واستخدم في مناطق أخرى من الخلفية تقنية التزجيج وتأثيرات الرسوم. المزج المذهل بين اللونين الأخضر والبني بفعالية يوحي بالجو الخريفي. أشك في استخدامه لتقنياته المعروفة والتقليدية في رسم اللوحة كي يتمكن من نقل شهوانيتها بهذه الأصالة».

### الأعمال الإغرائية

#### الإناث العاريات
من بين التغييرات التي أحدثتها البرجوازية في الأكاديمية أن جاء الطلب على الأعمال الإغرائية، وهذا يفسر الوجود الكبير للعراة في أعماله، مما جذب اهتمام العديد من الباحثين المعاصرين. قال ثيودور زلدن أنه على الرغم من عدم إنكاره لتأييد بوغيرو للثقافة الكلاسيكية، إلا أنه حتى أعماله الأسطورية التي لا تتعامل مع الآلهة والإلهات أنفسهم، كان يتخذها مجرد ذرائع لعرض أجساد النساء الجميلات ببشراتهن اللامعة، وهذا على حد قوله يمكن أن يؤكد عادته بأنه كان يكتفي باختيار الأسماء للوحاته بعد الانتهاء منها، في محادثات طويلة مع زوجته كثيرًا ما انتهت بالضحك. من بين مشاهده الأسطورية الأكثر شهرة والتي صور فيها العراة لوحته شبابية باخوس، حيث أسرف في الشخصيات العارية وشبه العارية التي تبتهج وتمرح حول باخوس إله الخمر والنشوة في الميثولوجيا الإغريقية، وفي عمله الحوريات والساتير يوجد أربعة حوريات عاريات في هيئات نحتية تغري المخلوق الأسطوري المعروف بعشقه للنساء.

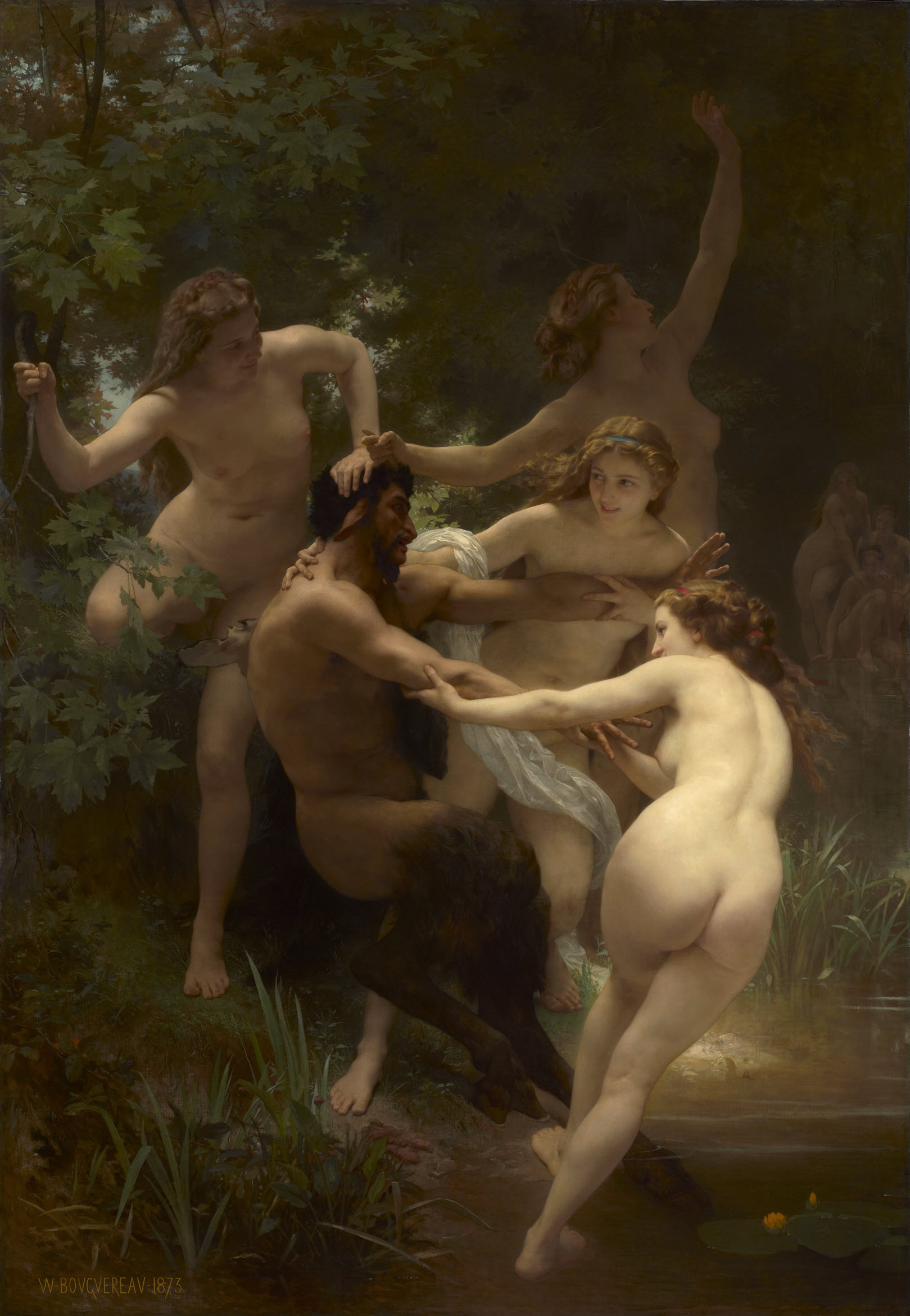
الحوريات والساتير 1873

كان بوغيرو واحدًا من الرسامين الأكثر شعبية في رسم الإناث العاريات في وقته، وفي خطاب لمارسيل بروست تصور أن بوغيرو تمكن من التقاط الجوهر المتسامي من جمال المرأة وجعله مفهومًا، قائلا: «إن المرأة جميلة جدًا بغرابة.... ولن تعترف بذلك أبدًا أو تزهو بنفسها إلا في لوحات بوغيرو. تعد النساء تجسيدات حية للجمال، لكنهن لا يفهمن». نوع الجسم الذي اشتهر به الفنان في أعماله كان النموذج القياسي من الجمال الأنثوي المثالي في وقته: الشابات ذوات الثدي الصغير والجسم المتناسب تمامًا والمظهر الأثيري، وغالبًا ما كن في وضعية أمامية ولكن بدون شعر العانة، أو بفرج مخبَّأ إستراتيجيًا. لاحظ جيمس كولير أنه بالنسبة لذلك المجتمع فإن هذا النوع من الموضوعات المتسامية والرسمية كان وسيلة مقبولة دون غيرها لعرض صورة امرأة عارية علنًا، علمًا أنه في ذلك الوقت الفاضل لم يجرؤ رجل على ذكر كلمات مثل «الساقين» أو «الحمل» في وجود السيدات، وكان من المستحيل حتمًا النظر إلى امرأة عارية في ذلك الوقت. رغم ذلك فإن لوحة أولمبيا لإدوار مانيه عرضته لفضيحة عندما عرضت في عام 1863، لا لأن المرأة كانت أكثر عراء من النساء في لوحات بوغيرو، ولكنه قدمها في سياق ركيك، فهي متكئة على أريكة مع خادم يجلب لها باقة من الزهور يفترض أنها هدية من أحد المعجبين، مما جعلها تبدو في أعين ذلك الوقت مجرد عاهرة، لذلك كانت أولمبيا أكثر نداءاته الجنسية إحراجًا ومباشرة، ورأى الزوار في حوريات بوغيرو الخيالية ما يوهمهم بصالات عرض هادئة وكاملة الأدب. من بين أعماله العارية الأكثر طموحًا لوحته السباحتان، فلم يكن هذا العمل من النوع التقليدي تمامًا، بل هو عمل ابتكاري في بعض الجوانب وساهم بشكل كبير في إثراء هذا النوع من الأعمال. من أهم مزايا العمل عرض الشخصيات في مكان مفتوح، مما يبرز الأشكال ويمنحها أثرية تمثالية. كما جرت العادة في التعامل مع موضوع السباحات، فإن الشخصيات تبدو غير حقيقية، كما أنها محاطة بمنظر طبيعي وعر وناءٍ وبعيد عن الحضر، مما يدل على أنها تعيش في الواقع المصور فقط، وهذه الخصائص يُراد بها عزل المراقب عن الوقوع في تفاعل حقيقي.

#### كيوبيد والفلاحات

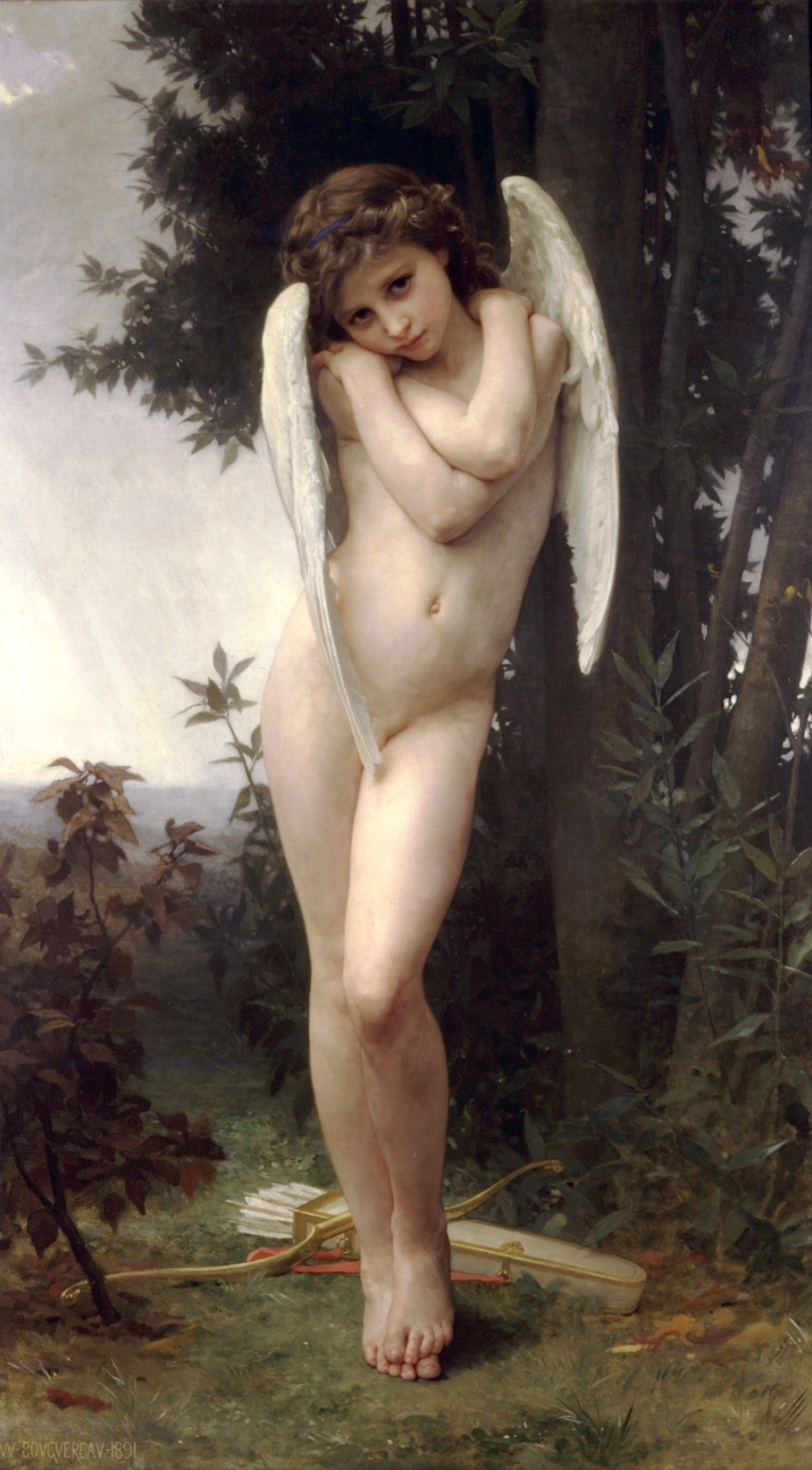
كيوبيد المبتل، 1891

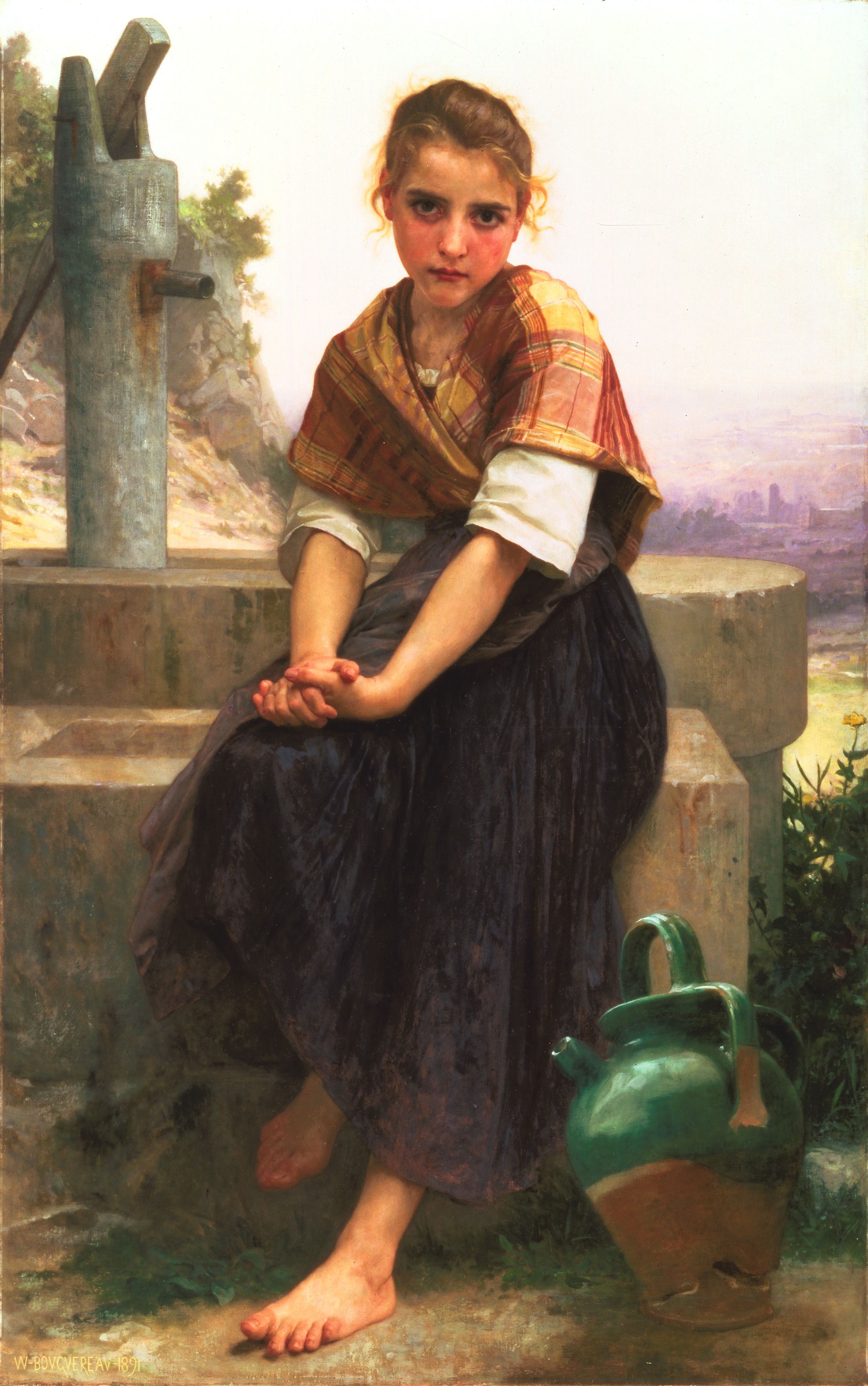
الجرة المكسورة، 1891

حدث تطور مميز في تصوير الإغراء الذكري الأوروبي في القرن التاسع عشر، وقد فتح ذلك مجالات جديدة للتمثيل الفني التي خاض فيها بوغيرو بحماس. في تصويره لامرأة عجوز أو امرأة حقيقية، كان يحاول إبراز العفة والطهارة، كما في لوحته البراءة. ظهر شيء من الإغراء الذكري في تصويره للشباب وحتى للفتيان في بعض الأحيان، وكذلك لمن في أوائل مرحلة المراهقة، بحثًا عن شيء قد يمحو به مشاعر النقاء الخالص. كما وضح جون ستراتون: «كان هناك تناقض، فبينما أصبحت الفتيات المراهقات مرغوبًا فيهن في الفن للرجال البرجوازيين، كانوا يطلبونها ويخشونها على حد سواء، ويُعتقد أن الرجال ربما قد احتفوا بالصبية المراهقين في الفن لا إرضاءً لرغبتهم، لكن إرضاءً للفضائل الأنثوية. لكن سرعان ما أصبح غموض الشخصية الذكرية أمرًا شهوانيًا بحد ذاته». برام ديكسترا، متحدثًا عن نفس الفكرة، ذكر عمل بوغيرو كيوبيد المبتل كمثال، وقال: «لا يمكن للسيد بوغيرو أن يقدم مراهقًا أكثر إثارة جنسيًا من هذا، ولكن على عكس أوسكار وايلد، الذي جُرم بتهمة اللواط، تلقى بوغيرو الجوائز والتكريمات لعمله». الفرق حسب ستراتون أن وايلد أبرز هذا الميل الجنسي في صورة كتابات عن الواقع، أما بوغيرو فقد ظل في مأمن من اللوم والعقاب عندما أبرز نفس الشيء في شكل تصويرات لموضوعات خيالية وأسطورية.
رغم أن بوغيرو أنتج العديد من الأعمال التي تصور كيوبيد، إلا أنها ليست بكثرة أعماله الإغرائية الأنثوية. ظهرت
الراشدات والشابات اللائي شكلن الجزء الأكبر من النساء في أعماله ليس فقط في الموضوعات الأسطورية، المتحدَّث عنها سابقًا، أو في تصويره للأمثولات والعراة، - مع العلم بأن نمو سمعته اعتمد بشكل كبير على مجموعة لوحاته الكبيرة للسباحات والحوريات - بل أيضًا في وصفه للأنشطة اليومية للريفيات. كانت الريفيات سببًا لجذبه شعبية كبيرة في أواخر القرن التاسع عشر، فقد مثَّلن المثالية الرومانسية في البراءة والنقاء، وكذلك مثلن الصحة والنشاط، وذلك على الرغم من الواقع القاسي للغاية اللائي كُن يعشن فيه في ذلك الوقت، والذي لم يظهره بوغيرو في أعماله وكذلك غيره من الذين اتبعوا نفس الجمالية، إذ أظهروهن نظيفات وسعيدات ومرتاحات البال وبثياب حسنة، وقد رأتهن المخيلة الشعبية لسكان الحضر على مقربة خاصة من طبيعة والأرض، وبالتالي كان من المفترض أنهم كانوا أشد المتحمسين والمحبين لهذه الموضوعات. كما حللت كارين ساير:
«ظل تصوير الريفيات واحدًا من الطرق القليلة التي يمكن أن تعرض الحياة الجنسية بشكل شرعي لغرض إعطاء المتعة في الفن في القرن التاسع عشر. بعد ذلك عُرضت الفلاحات من النساء والفتيات بطريقة تلصصية وعرضة للنقد ومغرية، وأصبحت التلميحات الأخلاقية ومحاكمة الأبرياء مجرد مستهلَكات جانبية في السوق الفنية. أصبح الجمهور يشتهي الريفيات ولاسيما الشابات والفتيات الجميلات منهن أكثر من اشتهائهم نساء الطبقات الأخرى، لأن الريفيات ببساطة لم يزلن بعيدات عن جمهور الطبقة الوسطى، ولأنهن عاشوا في الحقل النائي، في نطاق جغرافي يعج بالمثاليات والخيالات الجنسية. كما قال بلومفيلد وباين، كان الريف» مخضرمًا«في الاستهلاك الفني لسكان الحضر. هذا يعد إعادة صياغة متأنية لفِكَر هذا العصر، من خلال التعامل مع الرعوية والطفولة والأنوثة. من ناحية أخرى، جعل هذا النساء بوجه عام كائنات زخرفية واستهلاكية يمكن استخدام أجسامهن كلوحات تبرز السلطة».
ليس من الصعب إدراك الدلالات السياسية والاجتماعية العديدة في هذه الرؤية، حيث تعززت أيديولوجية الهيمنة والتحامل والاستغلال على الفلاحين. عند تحليلها للوحة الجرة المكسورة، قالت ساير أن تصويره لفتاة ريفية جالسة على حافة بئر حافية القدمين، ذات شعر مربوط بشكل غير دقيق، وعيناها ثابتتان على المراقب، وجرة مكسورة تحت قدميها، هو كناية عن الإغراء إلي جانب الخطر والمعرفة والبراءة الجنسية، ويشير بوضوح إلى قوة النشاط الجنسي، القوة التي تتطلب رد الفعل الذي يذيب التهديد ويحتوي على الكثير من الطاقة، من خلال الابتعاد المثالية الرعوية، وخصوصًا عندما تكون الشخصية فتاة صغيرة وليس امرأة بالغة.
حيَّد بوغيرو القوة الجنسية للصبية في حالة تعامله مع الأساطير، وأظهرهم ككيوبيد وبالتالي جعلهم في نطاق لادنيوي. إنه أيضًا يستعرض تفضيله للنموذج الروماني لإله الحب، وهو نظريًا أقل في الطابع الجنسي من النموذج الإغريقي إيروس، والذي عادة ما يكون ذكرًا بالغًا فحلًا. إن معالجة هذه الأعمال وحساسيتها وعاطفيتها تتعاون أيضًا لزيادة البعد عن الواقع. رسم الفنان كيوبيد عدة مرات، وذكر أن هذا غرضه الوفاء بحاجات السوق: «حيث أن المواد المتواضعة والدرامية والبطولية لا تُباع، ولمدى تفضيل الجمهور فينوس وكيوبيد، فأنا أرسمهما إرضاء للجمهور، وأنا أساسًا من المحبين لفينوس وكيوبيد». في استكشاف أليس ماهون للوحته شابة تدافع عن نفسها ضد كيوبيد ذكرت حدوث هذا التحييد، والذي تجلى هنا في بنية اللوحة، حيث لاحظت أن الشابة تبتسم لإله الحب، لكنها تحاول إبعاده بذراعيها في ذات الوقت، كما لاحظت من الأجواء حولهما تلك البيئة الريفية الشاعرية تتجلى مجددًا، في حين قدم تفاصيل جذابة مثل جسم الشابة الجميل شبه العاري والأرداف وردية المكشوفة لإله الحب الصغير.
من ناحية أخرى، وبالنسبة للجمهور الأكثر تحفظًا، كانت اللوحات الجنسية سببًا للفضيحة في مرات عدة. حققت لوحة الحوريات والساتير الشعبية الأكبر في الولايات المتحدة في وقتها، وراجت نسخها في أنحاء البلد، ورغم ذلك، وبسبب ما وُصف بالعصبية الأخلاقية تعرضت لوحته غزو مملكة كيوبيد لهجوم لاذع من قبل أحد النقاد قال أنها مناسبة لبيت دعارة، كما أثار إرسالها إلى شيكاغو عاصفة في الصحف المحلية، والتي وصفت بوغيرو بأنه «واحد من هؤلاء الشواذ ذوي المواهب يطمحون إلى إفساد أخلاق العالم بها»، وازداد الوضع سوءً عند عرض لوحته عودة الربيع في أوماها في عام 1890، إذ انتهى الأمر بمحاولة تخريبها من قبل «متحمس ديني» حمل كرسيًا ورماه على اللوحة، وصرح بأسباب فعلته والتي كان منها أنه لم يرغب لامرأة مثل أمه أو أخته أن ترى عملًا فنيًا بمثل هذه الجنسانية الصارخة. مع ذلك، يدعي جوزيف ماكيلراث وجيسي كريسلر أنه حتى في أعماله الإغرائية الصريحة، لم يسبق له أن نزل إلى ما يخرج عن «الذوق الرفيع»، أو إلى الأعمال الدنيئة والكئيبة والمنفرة كما فعل معاصروه مثل تولوز لوترك وديغا وكوربيه. وقد أكد كتاب آخرون أمثال كلوديا ميتشل وجاكلين ريد وولش وجون بروير وتوبين سيبرس وجود التعقيد والنقاط الغامضة والتوترات في أعمال بوغيرو الإغرائية. يحمل هذا الجانب من أعماله العديد من المعاني، ويقدم شهادة بصرية رائعة لأيديولوجيات ذاك العصر والتغييرات التي تجري في ذلك المجتمع.

### الأعمال الدينية والتاريخية

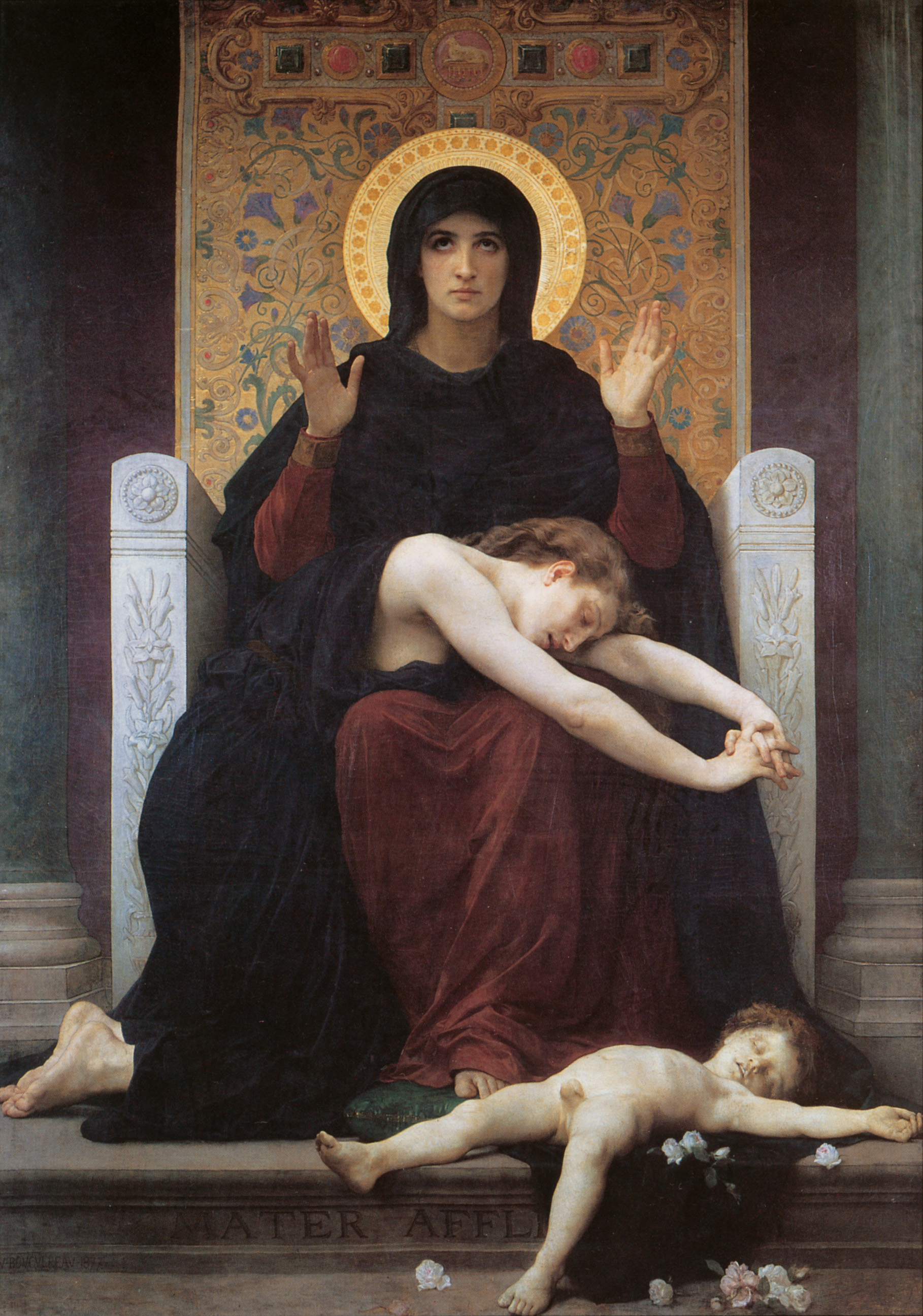
عذراء التعزية، 1875

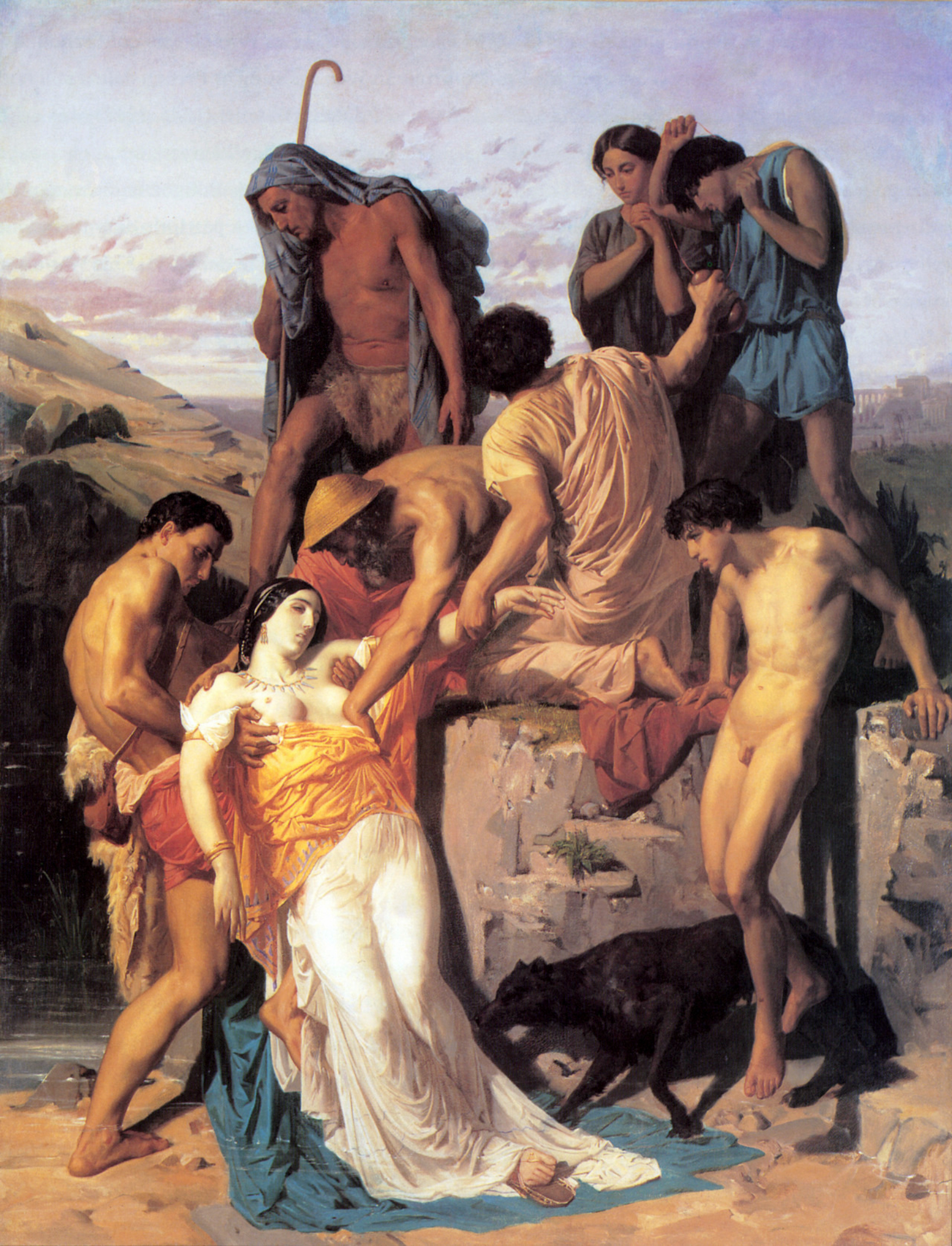
زنوبيا المعثور عليها من الرعاة على ضفاف أراكس، 1850

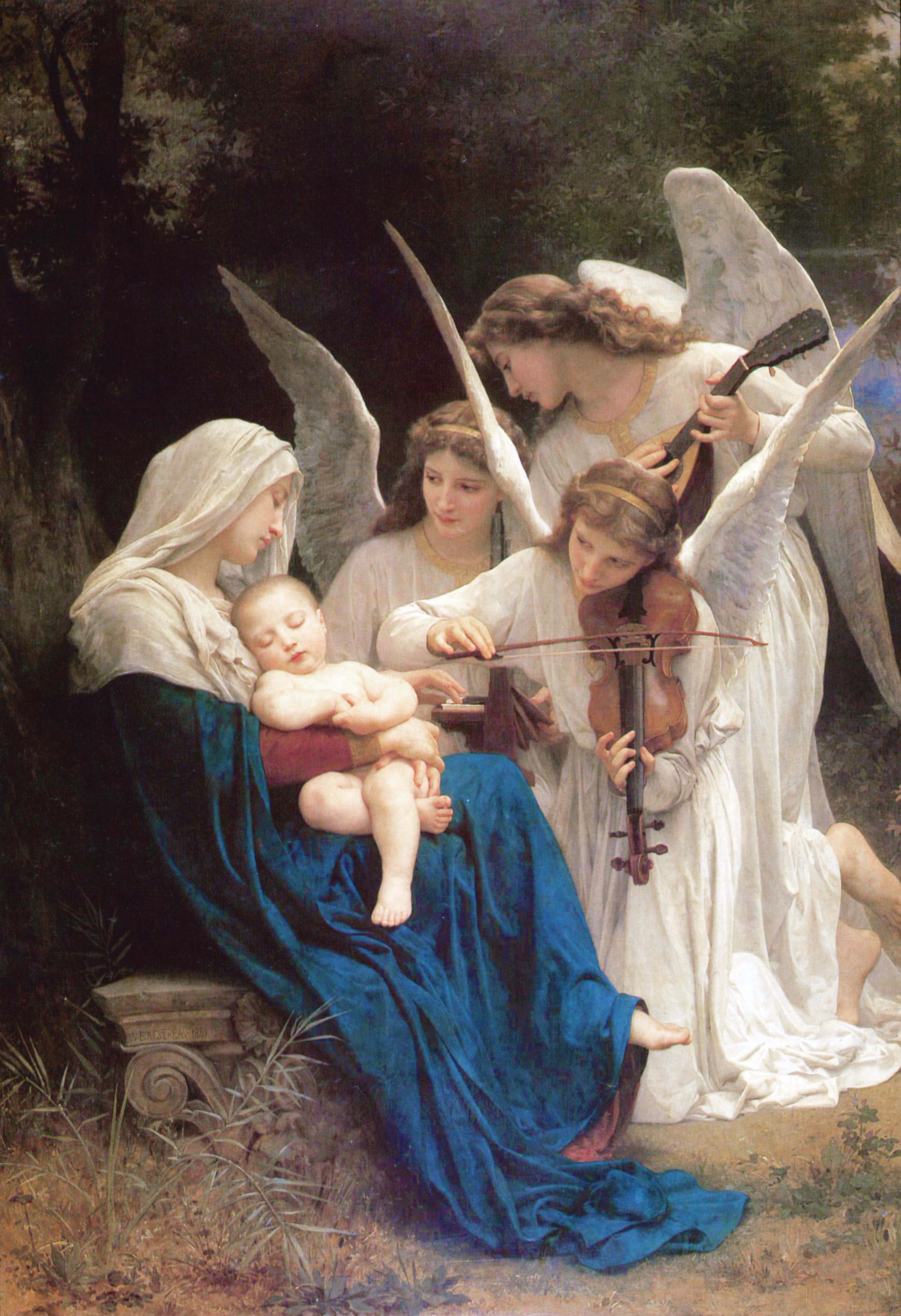
أغنية الملائكة، 1881

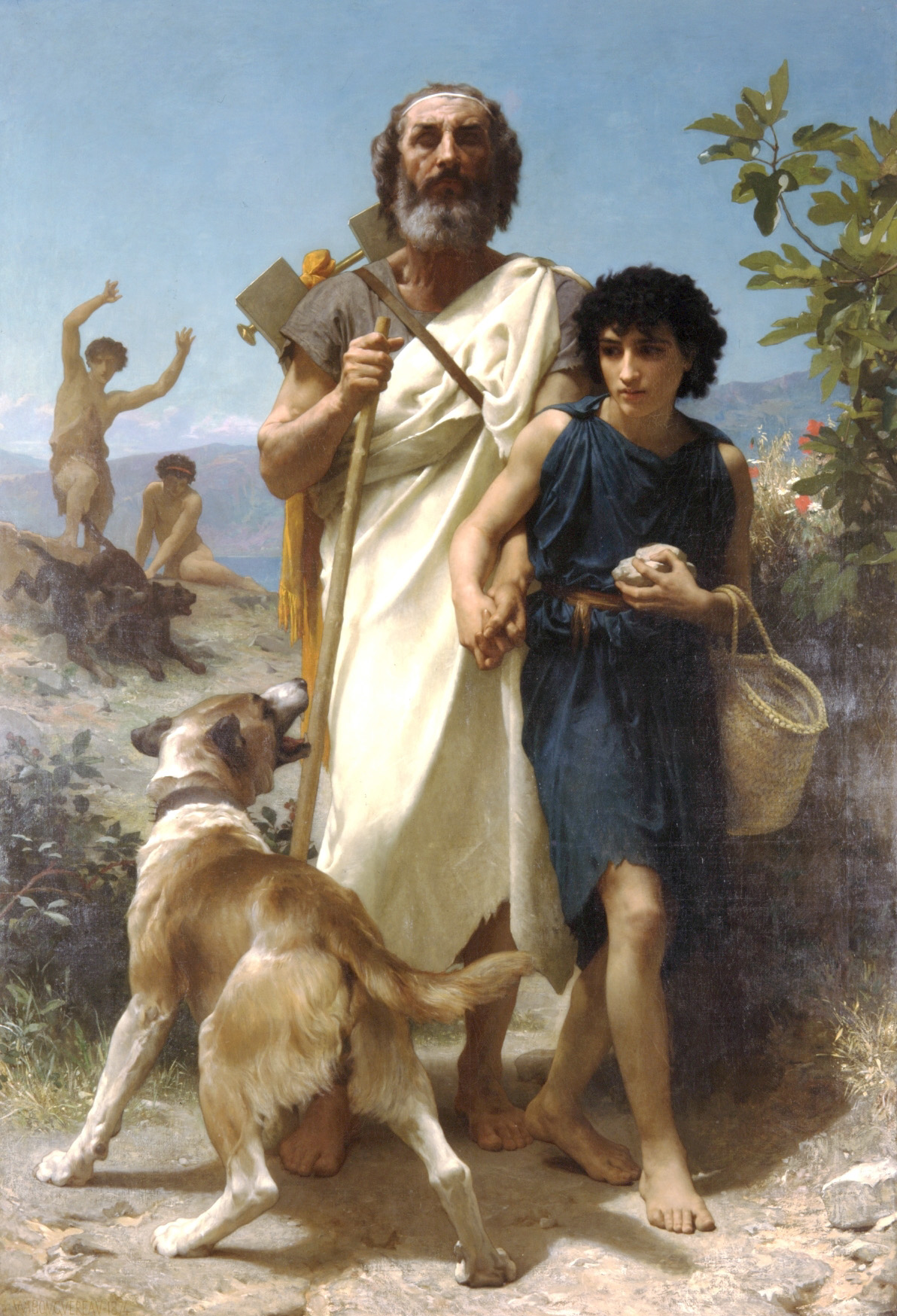
هوميروس ومرشده، 1874

تشكل أعمال بوغيرو الدينية أقلية في مجمل أعماله، ولكن ينبغي الإشارة ولو بإيجاز إلى هذا الجانب من أعماله. رسم عن الموضوعات الدينية بشكل مشدد قبل عام 1860، معدًا إياها «الدعامة الأساسية للرسم العظيم» ومعطيها معالجة محافِظة وسامية تعتمد المدرسة الكلاسيكية لرفائيل وبوسان. كانت أعماله الدينية رفيعة القدر، كما أثنى بونين (ناقد من ذلك العصر) على أصالة آرائه المسيحية ونبالة شخصياته، وقد عبر عن ذلك عمله بييتا، والذي رأى بونين أنه يعد مصدر إلهام أفضل من إبداعاته غير الدينية. من أقرب أعماله إلى بييتا لوحته عذراء التعزية، وهي تشكيل شعائري وكهنوتي يحمل طابع الفن البيزنطي، حيث تؤوي مريم في حضنها أمًا يغمرها الحزن على طفلها الميت عند قدميها. كان قد رسمها بعد فترة وجيزة من انقضاء الحرب الفرنسية البروسية تكريمًا للأمهات الفرنسيات اللاتي فقدن أبناءهن في النزاعات. بعد ذلك تحولت اهتماماته إلى مجالات أخرى غير هذا المجال، وقد أقر بنفسه أن مبيعات هذا النوع من الفن قد تراجعت بسرعة، وقد سبق لهذا الاتجاه أن اكتُشف في عام 1846 على يد تيوفيل غوتيه.
رغم ذلك، نجده طوال حياته ينتج بعض الأعمال الدينية أحيانًا، بما في ذلك طلبات وتكليفات هامة من الكنيسة، كتزيينه في عام 1881 لكنيسة القديس فنسنت دي بول في باريس. عند رسمه لمجموعات الملائكة، كان كثيرًا ما يستلهم الشخصيات من من نفس النموذج، ذلك النموذج الأثيري والجميل، ففي عمله ملكة الملائكة (1900) نجد الملائكة الواحد والعشرين متطابقين، والأمر كان نفسه في لوحته أغنية الملائكة (1881)، كما أنه أخذ أشكال الملائكة في لوحته بييتا (1876) الذين كانوا ثمانية من نموذجَين مختلفَين فقط. تعتقد كارا روس أنه أراد بذلك أن يصور بيانًا عن طبيعة الإلهية، حيث أكد أن الوجود الإلهي يمكن أن يُشعر به في كثرة الأرواح، ولكنه يظل قوةً واحدةً في جوهره.
استطاع أيضًا التعبير عن المشاعر الدينية المشفقة، كما في عمله الرحمة! (1897)، التي صور فيها المسيح المصلوب مع منظر صحراوي مقفر، مخالفًا ما سردته كثير من التصورات عن أن المسيح صلب على قمة جبل، وكذلك في بييتا، التي رُسمت بعد وقت قصير من وفاة ابنه جورج، والتي يظهر فيها المسيح ميتًا تضمه أمه إلى صدرها، وتحفهما ثمانية ملائكة يبكون لهما. من ناحية أخرى، فوجئ جاي فيشر بوجود إشارات بينة للإثارة الجنسية حتي في أعماله الدينية، وأعطى لوحته جلد المسيح مثالًا على ذلك، وقال أن عرض العمل للجمهور تسبب في مصادرته، وأن النقاد رأوا أن جسد المسيح يبدو أنثويًا إلى حد ما، كما استنكروا استسلامه الواهن للتعذيب.
أعطى في أعماله التاريخية، عن مفهوم الزمن، تصورات بلاغية ذات غرض تعليمي واضح، مستمدًا موضوعاته من الأدب والفولكلور وعلم الآثار، أو مقدمًا مشاهد عن أخر الأحداث التي تستحق أن يوليها الفن اهتمامًا. كانت تلك اللوحات عادة كبيرة الحجم، كما شدد على القيم الإيجابية بمقاربة مثيرة بغرض التأثير في الجماهير وتشويقهم. رغم أن مثل هذه الأعمال غالبًا ما تكون استدعاءات للوجدان، كان يوجد في حالات أخرى اهتمام شديد بإعادة خلق الماضي بدقة تاريخية أو نقل رسالة أخلاقية صالحة للتعليم والارتقاء بالمجتمع. نرى مثالًا نموذجيًا لهذه المقاربة في عمله الذي أناله جائزة روما في عام 1850 زنوبيا المعثور عليها من الرعاة على ضفاف أراكس، حيث الدعوة إلى القيم الأخلاقية والورع حين تروي قصة الملكة الحامل التي طعنها زوجها وتخلى عنها، ولكن القدر يكتب لها النجاة حين ينقذها رعاة رحماء ويشرفون على علاجها، وكذلك في عمله الذي رسمه بتكليف من الدولة في عام 1856 نابليون الثالث يزور ضحايا الفيضانات في تاراسكون، الذي تضمن استثارة للطابع الوطني والاجتماعي.
صورت لوحاته التاريخية الأمثولات أيضًا، مثل لوحته الوطن الأم، وهي أمثولة مرتبطة بالتربية الوطنية، فتظهر امرأة بوضعية مهيبة متوجةً بالغار جالسةً على عرش، ومحاطةً بأطفال يمثلون المواطنين ويتزاحمون إليها كي تُأويهم. نجد في أسفل اللوحة رموزًا لثروات الأرض كفرع العنب وسنابل القمح. من أعماله المشابهة لهذا العمل لوحته الإحسان، فهي تُظهر أيضًا الشخصية الأمومية والحامية. كما الأعمال الدينية، بدأت الموضوعات التاريخية في عقد 1860 تسقط من نظر الجمهور الذي فضل القضايا الأكثر واقعيةً. أشار بيلي فان هوك إلى أنه بالرغم من التباين بين تلك الموضوعات، إلا أن المعالجة الرسمية التي اعتمدها بوغيرو كانت في حالات كثيرة متشابهةً تمامًا لجميع الأنواع، حيث وضع معيارًا مشتركًا لخلق الشخصيات واعتماد أساليب تأليف المشاهد. يبدو أن لورا لومباردي توافق جزئيًا على هذه الفكرة، لكنها أكدت أن الأساس في أعماله التاريخية هو التداخل المتناسب بين المراجع الكلاسيكية وتداعيات عصره، وضربت مثلًا على ذلك لوحته هوميروس ومرشده، والتي إلى جانب تسليطها الضوء على موضوع يوناني القديم، قدمت دراسة حيوية للعيش.

### البورتريهات

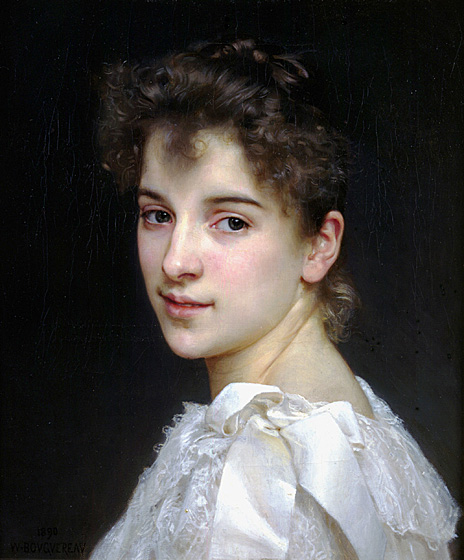
بورتريه لغابرييل كوت، 1890

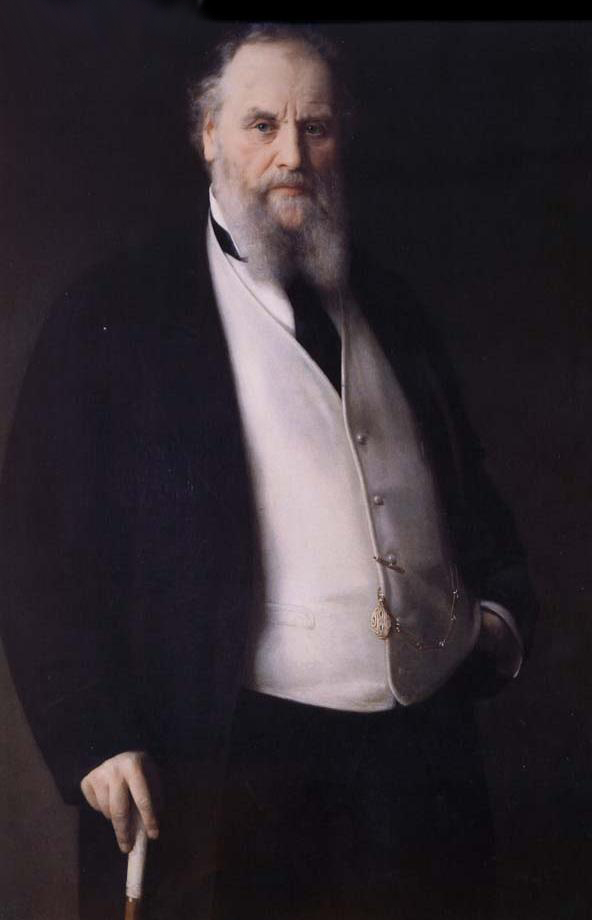
بورتريه لأرستيد بوسيكو، 1875

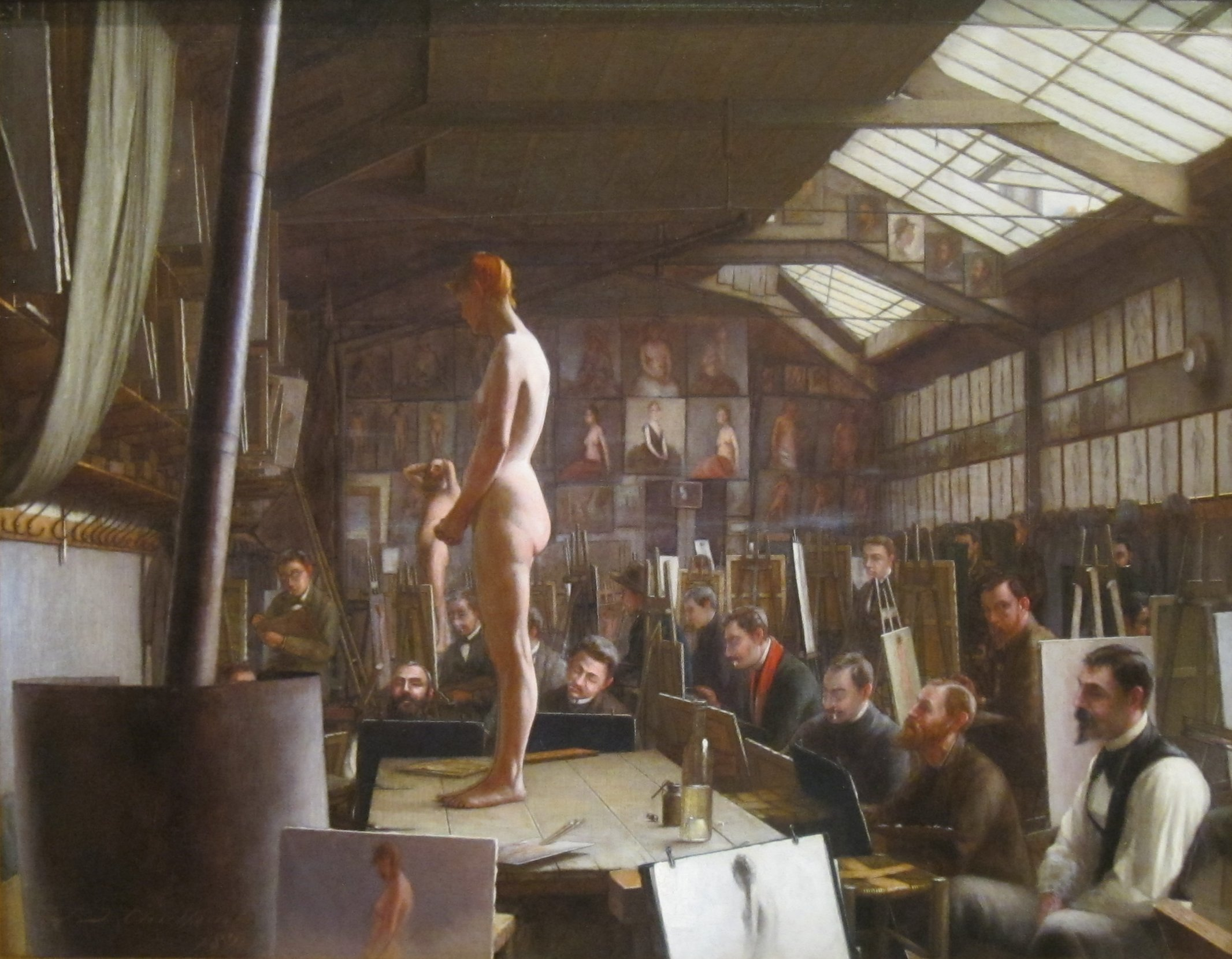
جيفرسون ديفيد تشافانت: مشغل بوغيرو في أكاديمية جوليان، 1891

حظيت البورتريهات لدى بوغيرو بتقدير بالغ، وكانت في العادة تصويرات رومانسية، ما يدل على قدرته الملحوظة على التقاط العواطف الموضوع وروحه. في هذا الحقل يبدو أنه شعر بتحرر أكبر، حيث استطاع استكشاف الشخصية بصراحة ودون الحاجة إلى أن يضع نفسه في منافسة مع الأساتذة القدماء. علاوةً على ذلك، كانت بورتريهاته محفزًا مهمًا للإنتاج الفني الأنثوي ومسهلًا لدخوله في السوق. بدأ في هذا الحقل منذ كان لا يزال شابًا، حيث رسم صورًا لأشخاص من مسقط رأسه، ثم أصبح يرسم بورتريهات للبلاط الفرنسي، وواحدة من إبداعاته الأكثر شهرة في هذا الفن هي بورتريه لأرستيد بوسيكو، والذي تميز بالدقة النموذجية الشديدة.

## التدريس
تخرج على يد بوغيرو العديد من الطلاب خلال مسيرته في التدريس، وقد اعتمد في تدريسه نفس الأسلوب الذي اعتمده أساتذته، ذلك الأسلوب الذي تطلب الانضباط الصارم، والدراسة المستفيضة للأساتذة القدماء وللطبيعة، والإتقان التام للتقنيات والمواد. لا مجال للارتجال في الأسلوب الأكاديمي. قال ذات مرة لطلابه: «قبل مباشرة العمل، غص في موضوع عملك، فإن استعصى على فهمك شيء فادرس أكثر عنه أو وجه عملك لموضوع أخر. تذكر أن كل تفصيل مهما كان حجمه يجب أن يُخطط له مسبقا». هذا لا يعني أنه كان متعصبًا في تدريسه. رغم تكثيفه لتدريب طلابه وتعويده لهم على التفاني الشديد في عملهم، يرى زلدن أنه «لم يسع فقط إلى غرس عقائده في تلاميذه، بل بادر في تشجيعهم إلى اتباع ميولهم الطبيعية وإيجاد الأصالة بمفردهم من خلال البحوث الفردية وتنمية مواهبهم الخاصة. أعتقد أنه لم يكن هناك أي جدوى في محاولة إخراج رسامين يضاهون رسامي عصر النهضة.... هو نفسه لم يبد أي اهتمام بالفلسفة أو السياسة أو الأدب، لم يعط أهمية للنظريات المتعلقة بالتصوير ولم يحبذ التحليلات المطولة المتعلقة به». كتب الفنان بنفسه:
«لا مجال للنظريات في التعليم الأساسي للفنان. يجب الممارسة بالعين واليد خلال سنوات الشباب التي يسهل التطبيع فيها، ومن الممكن دائمًا تحصيل المعرفة اللازمة لإنتاج عمل فني لاحقًا، ولكن لا يمكن أبدًا - وأشدد على هذه النقطة - أن تكفي الإرادة والمثابرة لرجل ناضج أن تعوضا عن نقص في الممارسة، وهل يوجد هناك قدر أكبر من الألم للفنان الذي يرى أن تحقيق حلمه يعوقه سوء التنفيذ؟».
لم يُنشئ بوغيرو مدرسة خاصة، بل درّس في أكاديمية جوليان منذ عام 1875 وفي مدرسة الفنون الجميلة في باريس منذ عام 1888. من بين تلاميذه الكثر، يُرى أن بعضهم كانوا ذوي سمعة سيئة، منهم لوفس كورنث، وروبرت هنري، وهنري ماتيس، وجون لافري، وويليام بلير بروس، وإدوار فويار، وفلورنس كارليل، وأغسطس كوبمان، وبيدرو واينغارتنر، وبينيديتو كاليكستو، وإليسيو فيسكونتي. حظي بتقدير طلابه، الذين جعلوا منه لخبرته الواسعة وسمعته الممتازة مرشدًا للحياة لا مجرد أستاذ. أصبح البعض يحترمونه لدرجة التبجيل، حتى باتوا يعاملون أتفه أغراضه كأعواد الثقاب التي استعملها معاملة القطع الأثرية. يُلاحظ أيضًا أن كان له أثر بالغ في منح النساء المزيد من الاعتبار في البيئة الفنية في ذاك الوقت، فبفضله استطاع العديد منهن طرح أعمالهن في الأسواق.

## نصيبه

### شهرته وتشويه سمعته
لم يكن بوغيرو في البداية ذا أهمية. كتب في ملاحظة عام 1848 عندما كان عمره 23 عامًا عن توقه إلى أن يتمكن من القيام بأعمال «جديرة برجل ناضج». لكن مع الوقت أصبح أكثر ثقة بنفسه: «اليوم أنا أكثر ثقةً، وقلبي مفتوح على الأمل، ولدي ثقة في نفسي. لا، ليست الدراسات المضنية التي أقوم بها غير مجدية، والطريق الذي أتبعه طريق جيد، وبعون الله سوف أحقق المجد، المجد العادل والنقي». عمل دون كلل، وكان على درجة عالية من الانضباط والمنهجية، وأصبح غنيًا ومشهورًا، وترك أعمالًا جمة، حتى بلغ عدد لوحاته 828 لوحة مسجلة.

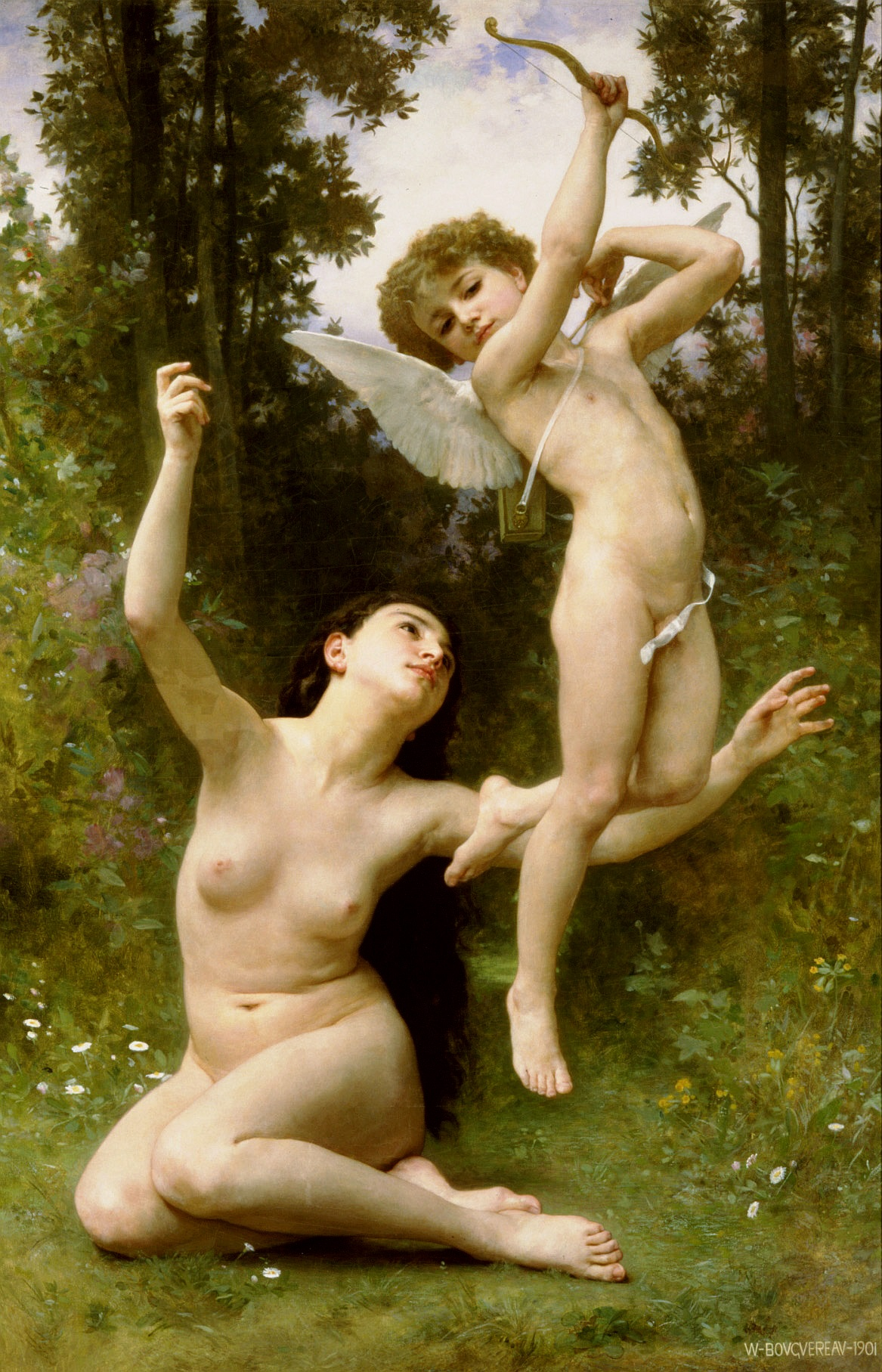
الحب يطير، 1901

في الجزء الأكبر من حياته المهنية، كان بوغيرو يعد من أعظم الرسامين الأحياء والمجسد الأكمل للمثالية الأكاديمية مقارنة برفائيل. كان مزجه الناجح بين المثالية والواقعية أكثر ميزاته إعجابًا، حيث أشاد غوتيه بها قائلًا أن لا أحد يمكن أن يكون أكثر حداثة وفي الوقت ذاته أقرب إلى المثالية الإغريقية منه. بلغت أسعار أعماله أرقامًا فلكية، وشاعت طرفة عن أنه يضيع خمسة فرنكات في كل مرة يضع فيها فرشاته ليقضي حاجته. كان معلمًا لعدد كبير من التلاميذ، وقد كان أيضًا مفتاحهم الدائم تقريبًا للتسويق. هيمن على صالات باريس في الوقت الذي كانت فيه باريس مركز الفن الغربي، وأصبحت شهرته في أيام تألقها تضاهي شهرة رئيس فرنسا. كان جامعو التحف الأمريكيون يرونه أفضل رسام فرنسي في عصره، كما نال تقديرًا بالغًا في هولندا وإسبانيا.
رغم ذلك، عندما بدأت الحداثة صعودها في أواخر القرن التاسع عشر، بدأ نجم بوغيرو يخفت. رأى ديغا ورفاقه بوغيرو رسامًا مزيفًا في الأساس، واستخدموا المصطلح "Bouguereauté" (المرتبط ببوغيرو) في ازدراء الأساليب المماثلة لأسلوبه، رغم أنهم اعترفوا بأنه ينبغي أن نتذكر في المستقبل أنه واحد من أعظم الرسامين الفرنسيين في القرن التاسع عشر. رأوه تقليديًا قديمًا قليل الأصالة متواضع الموهبة، تلك الموهبة التي قوض تعصب الأكاديميات فيها وغيرها من مواهب طلابها الإبداع وحرية التعبير حسب رأيهم. اتسم فنه باهتمامه بأدق التفاصيل وأسلوبه السردي ولفتاته العاطفية وتعلقه بالتراث، ولذلك رآه الحداثيون رمزًا للبرجوازية المنحلة التي تسببت بقيام الحرب العالمية الأولى.
لذلك سقطت أعماله في غياهب النسيان لعقود، واعتُبرت أعمالًا عقيمةً وفادحةً وسوقيةً. اختفت لوحاته من السوق وكان من الصعب أن يسمع المرء إشارةً إليها حتى في المدارس الفنية، باستثناء استخدامها كمثال لشرح «ما لا يجب فعله» للطلاب. حتى أن ليونيلو فنتوري ادعى أن أعماله لا تستحق أن تسمى «فنًا». لكن من المثير للاهتمام أنه على مدى السنوات ظهر بعض الفنانين الطليعيين الذين أظهروا آراءً إيجابيةً عنه. أراد فان جوخ رسم صورة صحيحة له، وكذا سلفادور دالي الذي دعاه «العبقري» وفيليب جستن الذي قال أنه «حقا يعرف كيف يرسم»، كما امتلك آندي وارهول واحدةً من أعماله.

### رد الاعتبار
بدأ رد اعتباره عام 1974 عندما شاركت أعماله في معرض أقامه متحف لوكسمبورغ، مما أثار ضجةً كبيرةً. أقام المركز الثقافي بنيويورك في العام التالي معرضًا استعاديًا. وصف جون آشبيري في مقال نشر بمجلة نيويورك أعمال بوغيرو بالتافهة. بعد عشر سنوات، شاركت أعماله في معرض استعادي متجول كبير ذهب إلى القصر الصغير بباريس ومتحف مونتريال للفنون الجميلة ووادزورث أثينيوم في هارتفورد. رغم أن القيِّم على القصر الصغير قال أن الوقت قد حان لمراجعة أعمال بوغيرو وترك بعض الخرافات الحداثية، إلا أن الكاتبة في نيويورك تايمز فيفين راينور شككت في هذا المعرض، قائلة أنه ما زال رسامًا عاديًا ومملًا. وبالمثل عند افتتاح متحف أورسيه عام 1986، ظهرت أعمال بوغيرو ورسامين أكاديميين أخرين من جديد، بعدما كانت في طي النسيان لعقود، وهو ما أثار جدلًا واسعًا في الساحة الفنية.
هناك انتقادات عدة تشير إلى أن ما بذل من جهود لرد اعتبار مثل هذه الأعمال كان شاقًا ومحفوفًا بالجدل، بل من المثير ظهور انتقادات حديثة تدل على أن هذا الجدل لم يزل قائمًا. من هذه الانتقادات ما قاله جون كانادي: «العجيب في لوحات بوغيرو أنها متسقة تمامًا. ليس فيها من عنصر واحد غير منسجم مع البقية، ولا من عيب في كمال الاتحاد بين التصور والتنفيذ. الخلل في كمال أعماله هو أن التصور والتنفيذ كليهما زائف تمامًا، لكنه يظل كمالًا من نوع ما، حتى إن كان هذا النوع شاذًا». قال أحد القيمين على معرض للفنانين الفرنسيين أقيم في تسعينيات القرن العشرين بمتحف دنفر للفنون:
«معظم زوارنا يعترفون أنهم ببساطة لا يعرفون شيئًا عن الفن، وبالتالي من الطبيعي لهم أن يطلبوا الأعمال الجميلة وسهلة الفهم.... نادرًا ما يتحدث هؤلاء الزوار الجدد عن ميزات أعمال بوغيرو وخصائصها الجمالية، بل يستخدمونها منصة يثبون بها إلى أحلام مستقبلية أو ذكريات الحنين إلى الماضي. أما المشاهدون الأكثر تطورًا فيشعرون بالملل سريعًا».

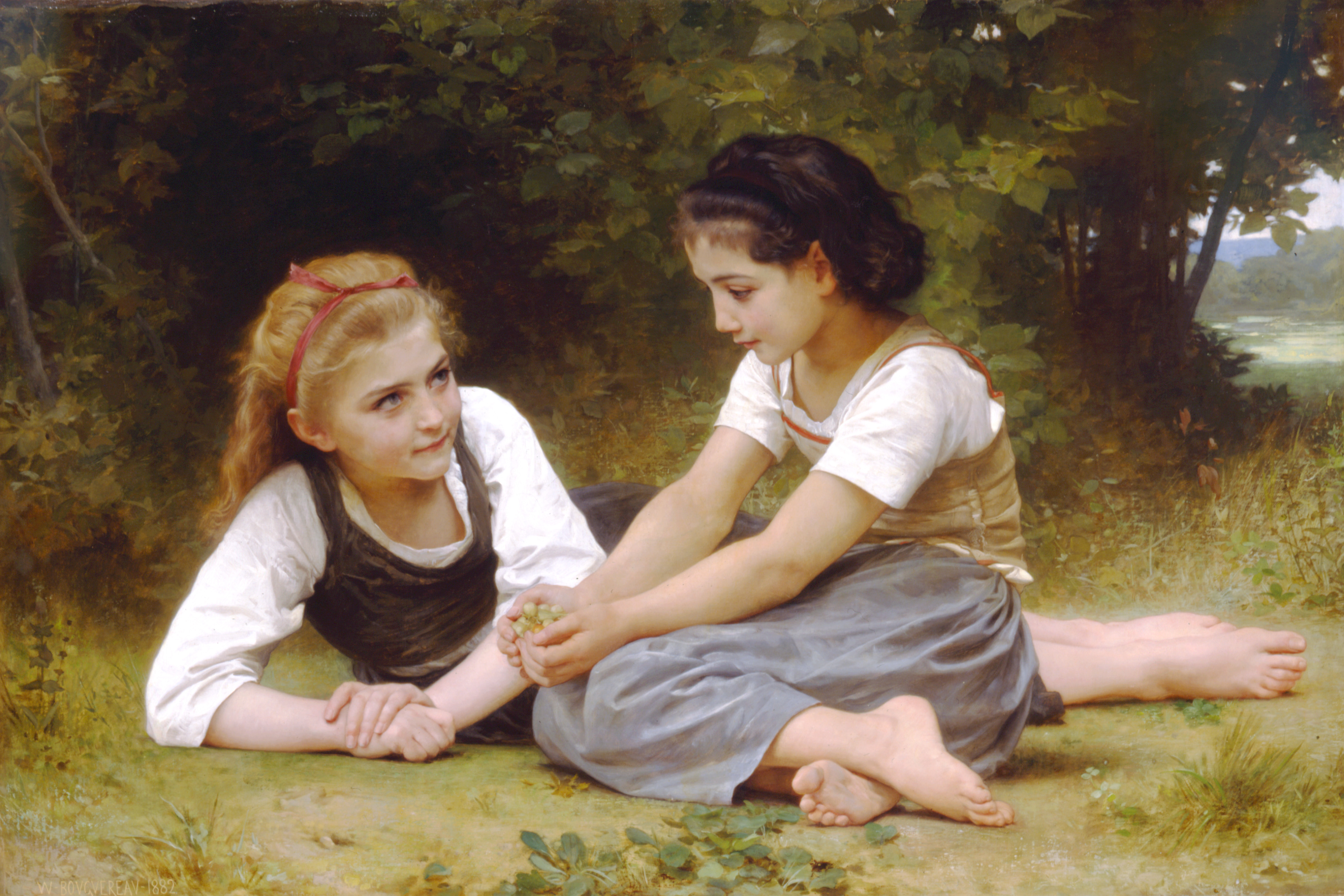
جامعتا البندق، 1882

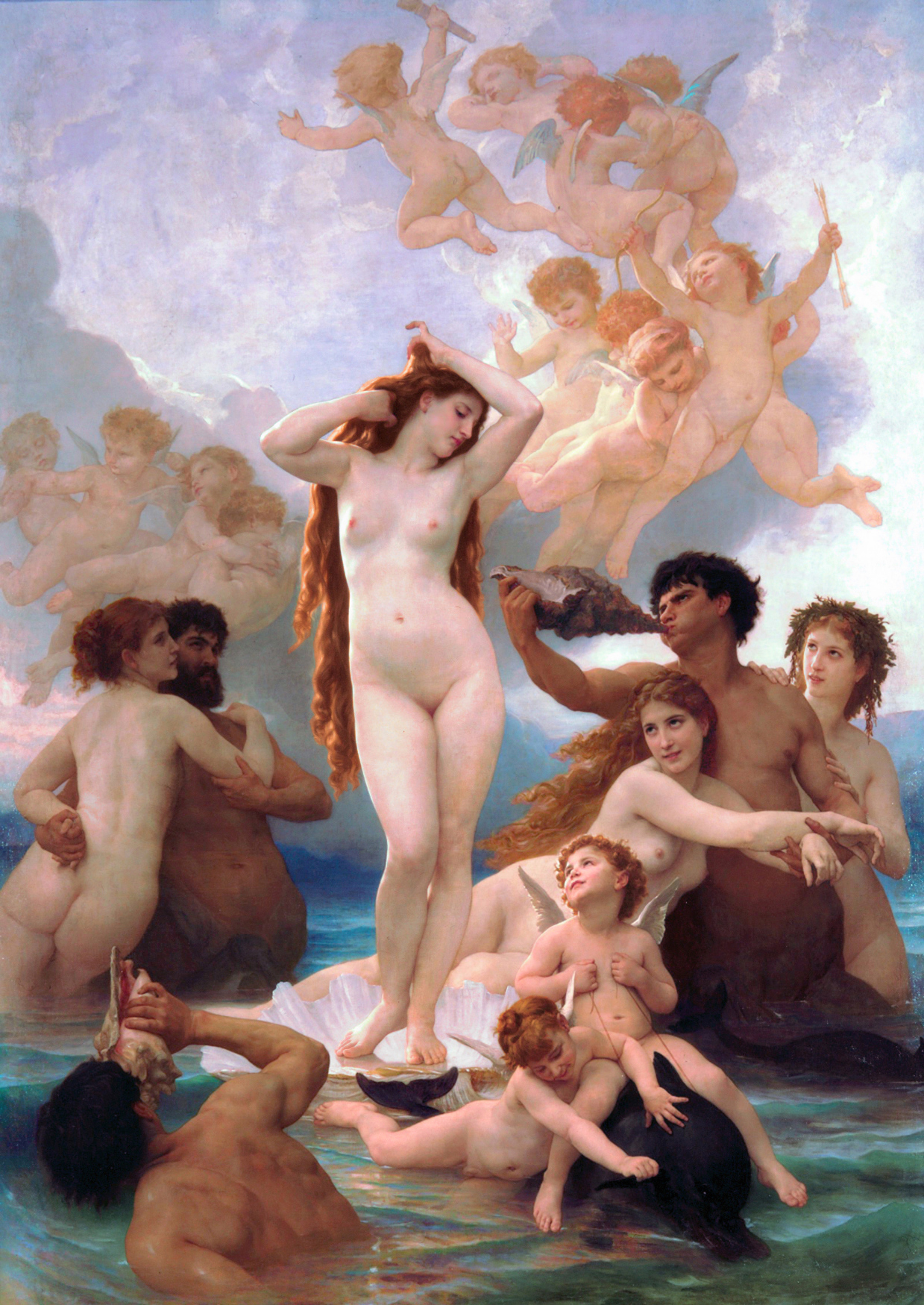
ميلاد فينوس، 1879

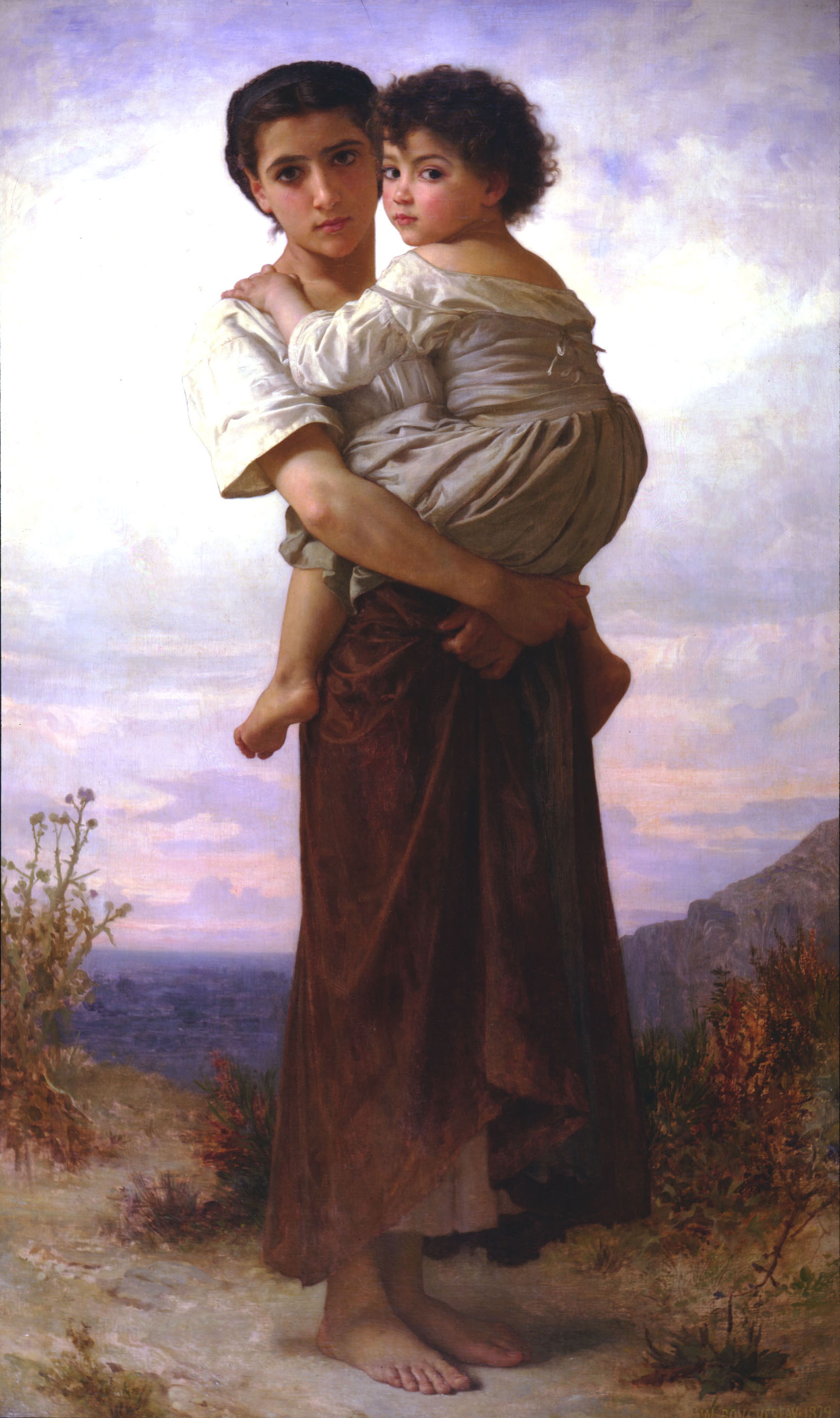
غجريان صغيران، 1879

ادعى يورت ولافر أن بوغيرو فنان كيتشي، وهذا يعادل قولهم أن فنه رديء النوعية:
«ما الذي يجعل بوغيرو كيتشيًا؟ ما الذي يجعل فنه رديئًا؟ من وجهة نظر جمالية، ما يجعله كذلك هو» الكمال الشاذ«الكريه والمفرط للغاية أو عدم وجود غموض مفسَّر أو التنافر من جانب المُشاهد، ولكن الأكثر أهمية (لأغراضنا) هو أنه التلاعب بالعاطفة، باستحضار العواطف» الرخيصة«و» الزائفة«، وهو ما يجعله رسمًا» كاملًا«شاذًا بطريقة مختلفة.... أن تصف عملًا فنيًا (سيئًا) بأنه» كيتشي«لا يعني فقط أن تدين سطحية تقنيته، بل يعني أيضًا أنك تشكك في دوافع الفنان والنضج العاطفي لجمهوره. المذنبة في هذه الحالات هي العاطفية، والتي تلاعب بها الفنان وانغمس فيها المُشاهد.... ما يجعل بوغيرو كيتشيًا هو النقاء العاطفي ذو البعد الواحد، فتلك الفتيات لا تفعل أيًا من الأشياء القذرة التي يفعلها الأطفال، وهن لا يشكين، ولا يعذبن القطة، ولا يضربن بعضهن البعض، ولم يصَبن بأذًى، ولن يمتن. إن لوحاته تسرق الخيال، فهي تحدد الصور التي علينا رؤيتها بدقة».
كتب بيري وفراسينا وهاريسون عام 1998 أن لديه مهارات بلاغية رائعة ولغة رمزية غنية، استخدمها في توضيح الأيديولوجيات المهيمنة في عصره، وبالتالي فإن أعماله ذات قيمة تاريخية، ولكنهم يعتقدون أنه خضع لإغراءات الأزياء ولأذواق العامة الأقل نضوجًا كي يحقق نجاحه، ومن المثير أن فراسينا وهاريسون نفسيهما دعما أفكارًا مختلفة في مناسبات أخري، ففي عام 1993 حذر فراسينا من خطورة الحكم على الفن القديم بالبصريات المعاصرة، كما قال هاريسون أن أعمال بوغيرو أكثر تعقيدًا من أن نحكم عليها من أول نظرة، ولها خصائص رسمية، وذات خيال خصب يسهم في كفاءة أسلوبه السردي الخفي والمشحون بالمحتوى النفسي.
كما قيم الناقد الشهير إرنست غومبريتش تقييمات متناقضة، فتارةً يصف لوحته ميلاد فينوس بجرعة سكر زائدة قائلًا أنه «يرفض ما هو جيد بإفراط»، وتارةً يعترف بأن أساليبه التمثيلية في لوحاته تعد سلفًا للحداثة، وأضاف: «لماذا نقذف روائع بوغيرو ومدرسته كونها بارعةً بل وربما ثوريةً؟ أظن أن ادعاءنا أن هذه الأعمال غير صادقة، كقولنا عن لوحته الأخت الكبرى، ليس سوى هراء. لقد ربطنا أنفسنا بالأحكام الأخلاقية المستحيل تطبيقها. الأطفال الجميلون موجودون في العالم على كل حال، وحتى إن لم يكونوا موجودين فإن الاتهام لا يوجه إلى اللوحة». افترض غومبريتش افتراضًا ساخرًا أن الانتعاش الحديث للأكاديميين كبوغيرو قد يرجع إلى تأسيس طبقات القرن العشرين على مبادئ الحداثة والتيارات الطليعية المتعددة، ولذلك يبدو الفن الأكاديمي للأجيال الجديدة غريبًا كمؤسسة، وبالتالي يصبح جذابًا.
من ناحية أخرى، لا يمكن تجاهل السياق التاريخي وتأثيره الواسع في وقته، مما يجعل له مكانه في تاريخ الفن. يعتقد روبرت هنري بنسبية التقييمات، قائلًا كمثال على هذا: «إن حكم أحدهم على مانيه من وجهة نظر بوغيرو، سيقول أنه لا ينهي لوحاته، وإن حكم على بوغيرو من وجهة نظر مانيه، سيقول أنه حتى لا يبدأ فيها». تبع روبرت سولمن نفس الاتجاه، قائلًا أن الأحكام والآراء عن الجمال متناقضة، واعتقد أيضًا أن ما يوجه عادة إلى بوغيرو من تعصبه لرأيه ورضاه التام عن ذاته يمكن أن يوجه، مثلًا، إلى ما قبل الحداثيين كديغا أو حتى إلى النقاد المعاصرين الذين يرفضون وجهات النظر المخالفة لوجهتهم. علاوة على ذلك، تساءل سولمن عما إذا كان من العدل أن ننظر إلى مشاعر مثل الرقة والبراءة والحب، التي كثيرا ما وجدت في أعمال الرسام، على أنها لا تستحق المعالجة الفنية، فقط لأن بعض الانتقادات المعاصرة تراها كاذبة أو قديمة أو تافهة، بطريقة أيديولوجية إقصائية.
واستمر الرأي الذي يتهم الحداثة بالإقصائية، حيث آمن خورخي كولي بنفس الفكرة، مستشهدًا صراحةً بحالة بوغيرو، لكنه اعترف بأن «التقاليد» التي وضعتها الحداثة أصبحت مهيمنة طوال القرن العشرين وحتى اليوم، بحيث يصعب على كل من النقاد والجمهور زعزعتها. وافق ترود ودينيس على ذلك، مشيرين إلى أن الثقافة الأكاديمية قد ظُلمت، وبحثا عن أصالة بوغيرو في الاستخدام المبتكر للمراجع الرسمية التي حددتها التقاليد. تحدث ثيودور زلدن عن إخلاص بوغيرو لمبادئه الذي كان في نظره يضاهي إخلاص منافسيه الحداثيين لمبادئهم، كما اعتقد بيتر غاي أن سبب الخلافات الأولى بين بوغيرو والانطباعيين هو الحسد الذي سببه نجاحه الضخم لهم. قال الناقد روبرت روزنبلوم في لوحاته عن الغجر أن بوغيرو قد صنع فعلا فنا مقدسا، وأنها لوحات تجري في عروقها دماء رافائيل وبوسان.
في عام 2010 صدر كتالوج ريسونيه يتناول أعمال بوغيرو، كما تضمن سيرته في 600 صفحة، وقد تشارك في وضعه فريد روس وداميان بارتولي، واستغرق وضعه أكثر من ثلاثين عامًا من الدراسة المكثفة. رغم ذلك، يرى البعض أن مركز تجديد الفن ينحاز لبوغيرو إلى درجة التقديس، مما يؤثر على مصداقية المؤسسة، كما قال سكوت آلان أمين متحف غيتي المساعد عن الكتالوج المذكور آنفًا أنه رغم قيمته الوثائقية الكبيرة فإنه يعاني من نفس المشكلة.
على الرغم من كل هذا الجدل، لم يزل مجال انتشار بوغيرو الحديث واسعًا. ذُكر بوغيرو في قاموس غروف للفن الذي نشرته جامعة أكسفورد بوصفه أحد كبار فناني القرن التاسع عشر، وبعد سنوات عديدة كانت فيها أعماله مخبأة في طي النسيان، عادت من جديد إلى جدران بعض أهم متاحف العالم، مثل متحف متروبوليتان في نيويورك، ومتحف الفنون الجميلة في بوسطن، ومعهد الفن في شيكاغو، ومتحف أورسيه. حظي بوغيرو في أمريكا بتقدير خاص، فصارت أعماله جزءً من المجموعات الفنية لأكثر من 70 متحفًا أمريكيًا وأصبحت صور لوحاته الأكثر استخدامًا لتصميم بطاقات عيد الحب. تؤخذ صور للوحاته بكثافة في الورشات التجارية في جميع أنحاء العالم يقع كثير منها في الشرق الأقصى لتباع عبر الإنترنت، وقد صارت أعماله موضوع العديد من الدراسات المتخصصة وعادت أسعار لوحاته الأصلية في الأسواق لترتفع من جديد. في عام 2000 بيعت لوحته الإحسان التي رسمها عام 1878 مقابل 3.52 دولار في أحد مزادات كريستيز، لتكون بذلك أعلى لوحات بوغيرو المباعة في المزادات سعرًا. يمكن اختتام هذا العرض النقدي بمقتطف من مقال للورييه لاكروا، الذي كتبه لمجلة Vie des Arts الفرنسية بمناسبة المعرض الاستعادي المتجول الذي بدأ عام 1984 في بدايات رد اعتبار بوغيرو، تناول فيه طبيعة المأزق الذي يبدو أنه لا يزال قائمًا:
«تسبب لوحات بوغيرو كغيره من الرسامين الأكاديميين في أي وقت مشكلةً لأحاسيسنا نحن المفضلين للتعبير الفردي. يتحدث هكذا رسامون بلغة جماعية تعبر بوضوح عن أيديولوجية ومشاعر وتصورات فئة اجتماعية بأكملها. أن نرفض الرسام بحجة دحض قيم تلك الفئة أو نقبله لاتفاقنا مع تلك القيم لا يحل القضية الجوهرية التي لا تزال معلقة، ألا وهي فهم عملية الإبداع وتعليل رفع هذا المجتمع من قيمة عمل فني معين دون غيره. أي جمهور نحن للنميز ضده (أي ضد بوغيرو) بهذه السهولة أو نقوم بجوقة جماعية على شرفه، ليمسي هذا المعرض فضيحةً أو احتفالًا؟ هل ستوفر لنا الأعراف المعاصرة التي باتت تحكم ثقافتنا وذوقنا متسَعًا للتفكير في أعماله بكل ثقة، أم ينبغي لنا أن نقلد مواقف أسلافنا ونستأنف عراكنا حول التفوق أو دونية الفن الأكاديمي؟ هل سيظل بوغيرو دائمًا كبش الفداء للمعركة بين قوى الخير والشر، وبين تصوراتنا للوحة الجيدة أو السيئة، أو رمزًا لليبرالية أو المجتمع المحافظ؟ أم، على العكس من ذلك، سوف يوفر لنا هذا المعرض الفرصة لفهم المزيد عن هذه الرسم وعن القضايا التي يثيرها وعن المشاكل التي نواجهها اليوم؟».

### التكريمات
تسلم بوغيرو العديد من الجوائز والأوسمة على الصعيدين المحلي والعالمي، وهي بالترتيب الزمني:
- وسام جوقة الشرف برتبة فارس (1857).
- عضوية الأكاديمية الملكية للفنون المرئية بأمستردام (1866).
- عضوية معهد فرنسا (1876).
- عضوية أكاديمية الفنون الجميلة بباريس (18769).
- وسام جوقة الشرف برتبة ضابط (1876).
- رئاسة جمعية الفنانين الفرنسيين (1881).
- رئاسة جمعية الفنانين التي أسسها البارون تيلور (1883).
- أستاذ في المدرسة الوطنية العليا للفنون الجميلة (1888).
- عضوية الأكاديمية الملكية للفنون الجميلة بأنتويرب (1889).
- وسام إيزابيلا الكاثوليكية برتبة قائد (1889).
- عضو منتسب في الأكاديمية الملكية للعلوم والآداب والفنون الجميلة ببلجيكا (1890).
- وسام ليوبولد برتبة قائد (1895).
- وسام جوقة الشرف برتبة ضابط كبير (1903).
- رئاسة عدد من لجان تحكيم لمعارض في فرنسا أو خارجها.

## اسمه
تتناقض الآراء حول اسمه الكامل: تفيد بعض المصادر أن اسمه الكامل هو ويليام-أدولف بوغيرو (اسمه الأول مركب)، ويليام أدولف بوغيرو (بكتابة اسمه وفقًا للطريقة المعتادة والمدنية المنفردة، وفقا للتقليد الفرنسي)، في حين أن مصادر أخرى تفيد أن اسمه أدولف ويليام بوغيرو (أي أن أدولف هو اسمه الأول)، وبأي حال فإن الاسم الذي نودي به هو ويليام. ومع ذلك، كان يستخدم الاسم «ويليام بوغيرو» في توقيع أعماله، أو بتعبير أدق «التاريخ.W.Bouguereau» (الأبجدية الفرنسية) وفيما بعد «التاريخ-W-BOVGVEREAV»(الأبجدية اللاتينية).

## معرض صور

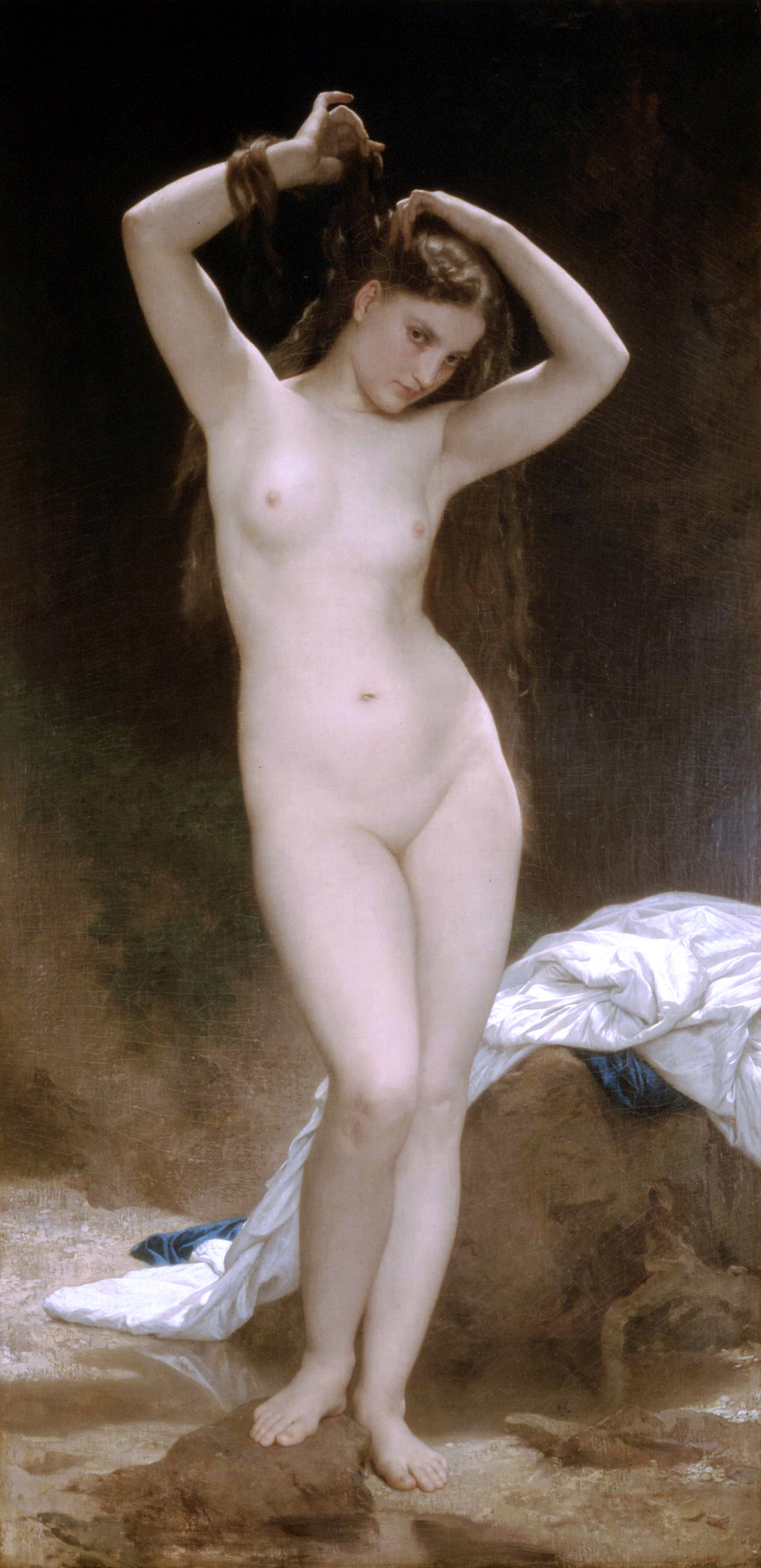
بينيوز 1870.
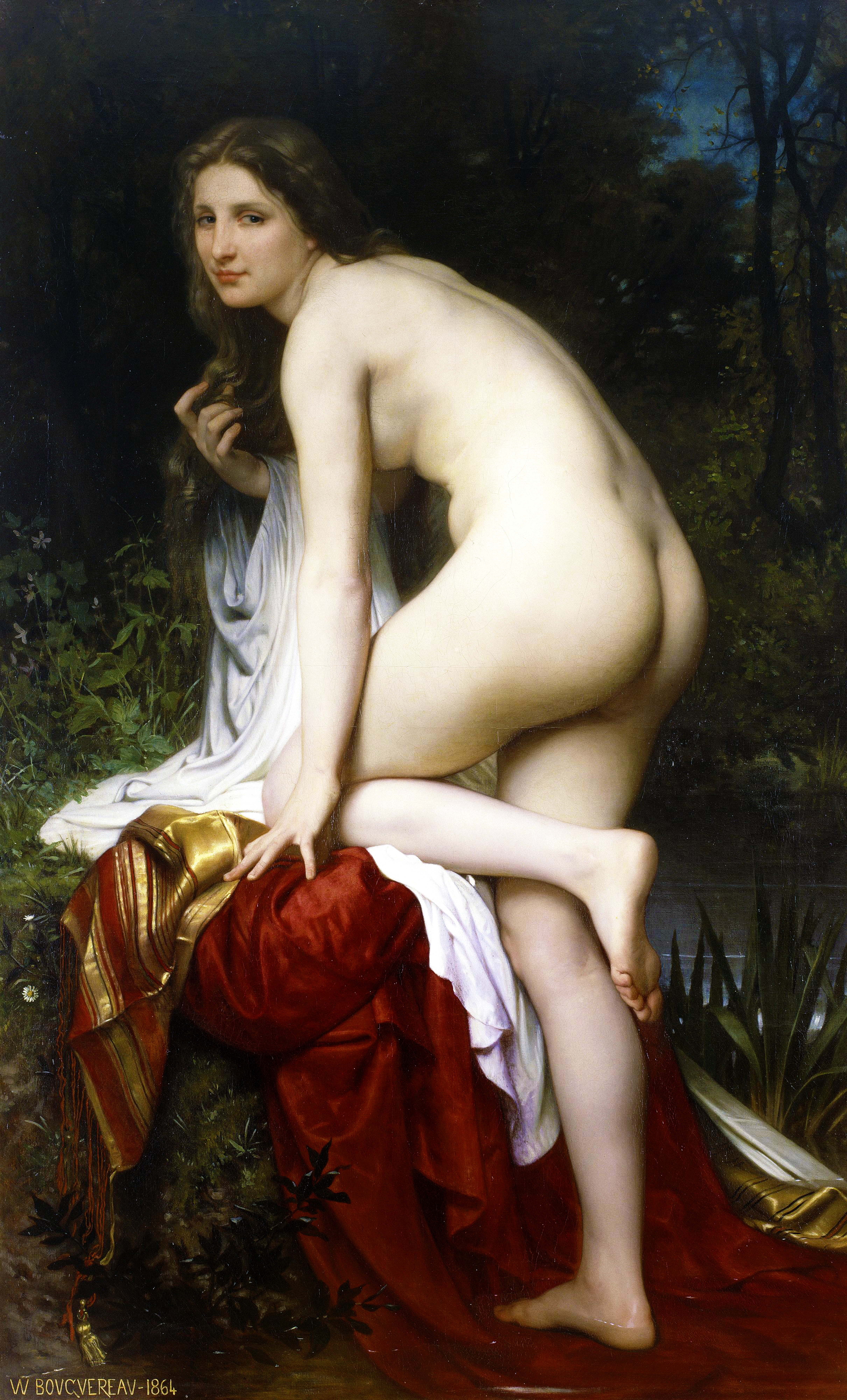
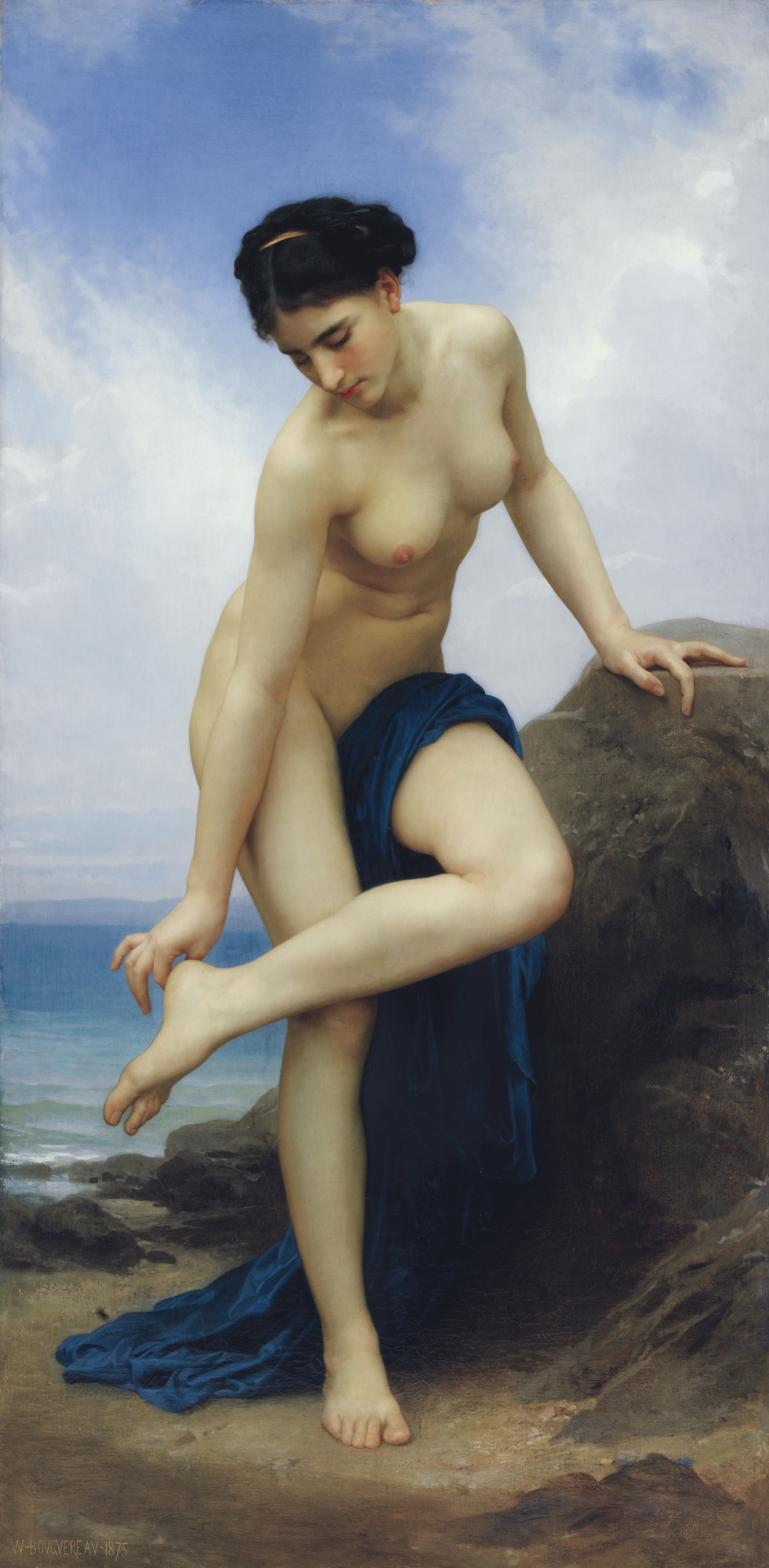
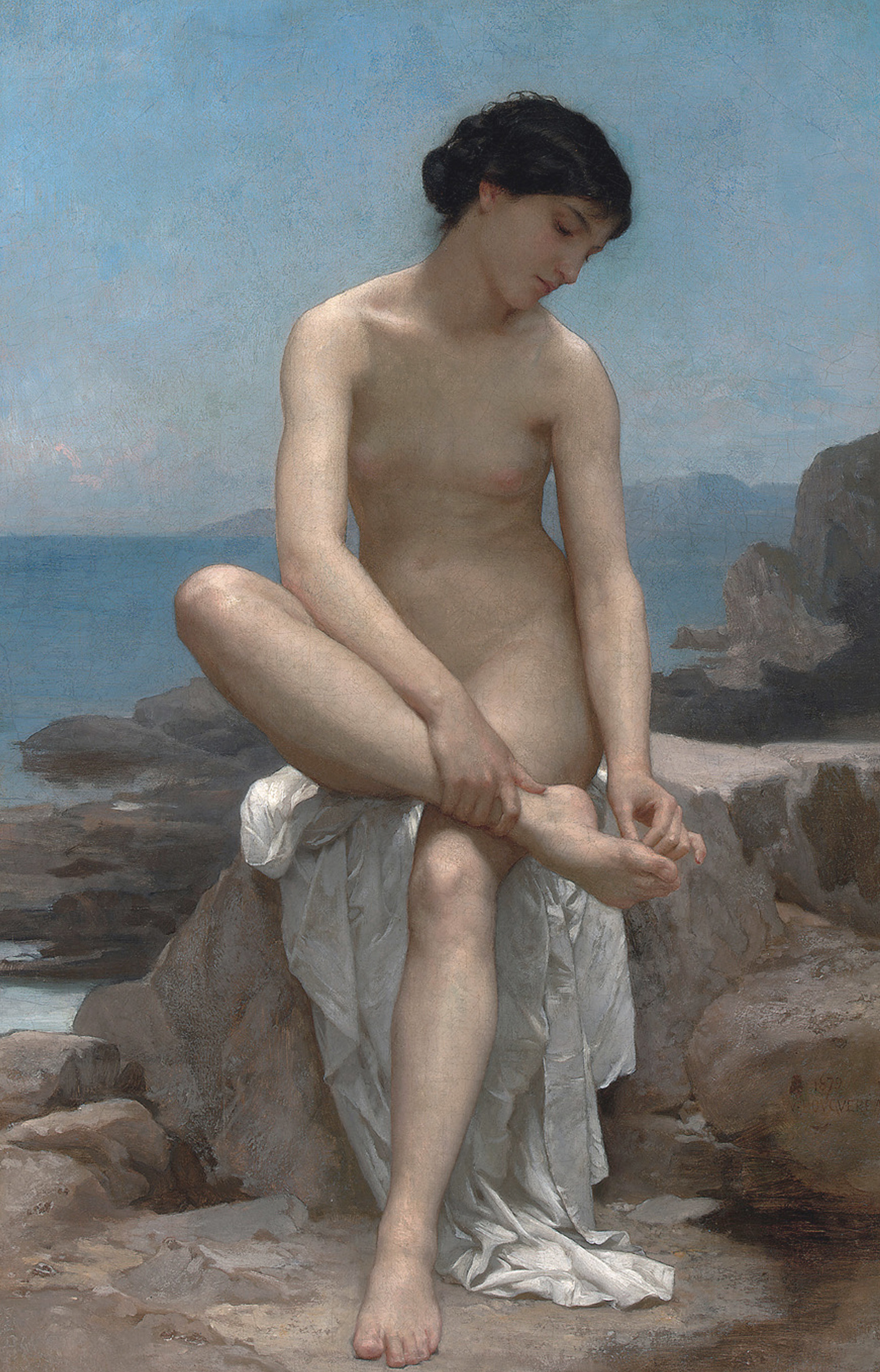

## روابط خارجية
- ويليام بوغيرو على موقع الموسوعة البريطانية (الإنجليزية)
- ويليام بوغيرو على موقع ميوزك برينز (الإنجليزية)
- ويليام بوغيرو على موقع إن إن دي بي (الإنجليزية)
- ويليام بوغيرو على موقع ديسكوغز (الإنجليزية)